# Frank Borman
Vous lisez un « bon article » labellisé en 2020.
Pour les articles homonymes, voir Borman.
Frank Borman, né le 14 mars 1928 à Gary (Indiana) et mort le 7 novembre 2023 à Billings (Montana), est un astronaute américain qui a effectué deux missions ayant joué un rôle majeur dans le programme Apollo : Gemini 7 au cours duquel est réalisé le premier rendez-vous orbital et Apollo 8 qui est la première mission avec équipage ayant quitté l'orbite terrestre basse et ayant orbité autour de la Lune.
Borman grandit à Tucson en Arizona. Il décroche un diplôme d'officier à l'Académie militaire de West Point en 1950  puis rejoint l'armée de l'air américaine où il devient pilote d'avion de chasse. En 1957 il décroche une maitrise en ingénierie aéronautique au California Institute of Technology (Caltech) puis devient professeur adjoint en thermodynamique et mécanique des fluides à West Point. Il est sélectionné en 1960 pour suivre une formation de  pilote d'essai de l'armée de l'Air et est affecté à la base aérienne Edwards dont il sort diplômé en 1961.
L'agence spatiale américaine, la NASA, recrute en 1962 son deuxième groupe d'astronautes. Ceux-ci sont à l'époque choisis principalement parmi les pilotes d'essais. Borman fait partie des candidats proposés par l'Armée de l'Air et est une des neuf personnes sélectionnées. Il est choisi pour commander la mission Gemini 7 (1965) : au cours de la mission est réalisée pour la première fois un rendez-vous spatial avec le vaisseau Gemini 6 et un nouveau record de durée de séjour dans l'espace (14 jours) est établi. En 1967 il représente le corps des astronautes au sein de la commission d'enquête chargée de déterminer les causes de l'incendie d'Apollo 1 ayant entrainé la mort de trois astronautes. Il commande en 1968 la mission Apollo 8 qui est la première mission à quitter l'orbite terrestre basse et à se placer en orbite autour de la Lune permettant pour la première fois d'observer la face cachée de celle-ci. On lui propose de commander la première mission devant atterrir sur la Lune (Apollo 11) mais il refuse et donne sa démission de la NASA et prend sa retraite d'officier avec le grade de colonel en 1970.
Il entame ensuite une carrière dans la compagnie aérienne Eastern Air Lines où il occupe d'abord le poste de vice-président puis à partir de 1975 celui de président directeur général. Sous sa direction, Eastern Air Lines, qui était déficitaire depuis de nombreuses années, renoue avec les profits, mais la libéralisation de la réglementation sur les droits de vol aux États-Unis ainsi que l'endettement accumulé par la société provoquent des licenciements, puis des conflits avec les syndicats qui entraînent sa démission en 1986. Il s'installe un temps au Nouveau-Mexique tout en siégeant dans de nombreux conseils d'administration puis devient en 1998 éleveur après l'achat d'un ranch dans le comté de Big Horn dans le Montana.

## Biographie

### Jeunesse et formation
Frank Frederick Borman II naît le 14 mars 1928 à Gary dans l'Indiana,,. Il est le fils unique d'Edwin Otto Borman et de son épouse Marjorie Ann (née Pearce) qui l'ont prénommé d'après son grand-père paternel. Il est d'ascendance allemande. Parce qu'il souffre de nombreux problèmes de sinus et de mastoïdes par temps froid et humide, sa famille déménage dans le climat plus clément de Tucson en Arizona, que Borman considère comme sa ville natale. Son père y achète un bail pour une station-service Mobil.

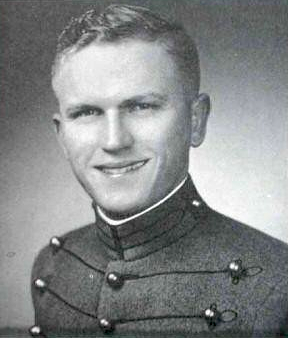
Frank Borman, cadet à West Point (vers 1950).

Borman fréquente la Sam Hughes Elementary School à Tucson, où il joue au football et au baseball. Il étudie ensuite au Mansfield Junior High, où il s'essaye au football américain. Il gagne de l'argent en livrant l'Arizona Daily Star.
Après Mansfield, Borman poursuit ses études à la Tucson High School. Il joue au poste de quarterback dans l'équipe junior du lycée, puis devient le quarterback remplaçant de l'équipe du lycée. Profitant d'une blessure du titulaire, il joue la majeure partie de la saison et malgré le peu de réussite à son poste, l'équipe remporte le championnat régional. Il commence également à fréquenter Susan Bugbee, une élève en deuxième année de son école.
Après l'entrée des États-Unis dans la Seconde Guerre mondiale en 1941, ses parents trouvent du travail dans la nouvelle usine d'aéronefs Consolidated Vultee (futur Convair) à Tucson. À l'âge de cinq ans, il a son baptême de l'air en avion ; il apprend à piloter à l'âge de quinze ans. Lorsqu'il obtient sa licence de pilote étudiant, il rejoint un club de pilotage local. Il construit également des maquettes d'avions en balsa.
Borman aide un ami à construire des modèles réduits d'avions lorsque le père de celui-ci le questionne sur ses projets d’avenir : Frank souhaite aller à l'université et étudier l'ingénierie aéronautique. Cependant, ses parents n’ont pas suffisamment d’argent pour l'envoyer dans une université hors de l'État. Or, ni l'université de l'Arizona, ni l'université d'État de l'Arizona n'offrent de cours de premier ordre en Génie aéronautique à cette époque. D’autre part, son niveau en football américain est trop faible pour obtenir une bourse sportive ; et il n'a pas les relations nécessaires pour obtenir un rendez-vous à l'Académie militaire de West Point. Il envisage donc de rejoindre l'armée, ce qui lui permettrait de se qualifier pour un enseignement gratuit dans le cadre du programme G.I. Bill. Le père de son ami connaît Richard F. Harless, le membre du Congrès des États-Unis qui représente l'Arizona. Harless soutient déjà un candidat pour West Point ; le père de son ami convainc Harless d'inscrire Borman comme troisième alternative. Borman passe l'examen d'entrée à West Point. Comme ses chances d'y être nommé sont minces, il passe également l'examen physique de l'armée, et réussit les deux.
Vu le changement de mentalité vis-à-vis de l'armée à la fin de la guerre, les trois candidats nommés devant lui démissionnent. Ainsi, au lieu de se rendre au Fort MacArthur après avoir obtenu son diplôme d'études secondaires, il se rend à West Point,.
Borman entre à l'Académie le 1er juillet 1946 avec la promotion de 1950. De nombreux membres de la classe sont plus âgés que lui et ont réalisé un service actif au cours de la Seconde Guerre mondiale. Le bizutage par les classes supérieures est également courant. Un autre défi pour Borman est d'apprendre à nager. Il essaye sans succès d'intégrer l'équipe de football américain. L'entraîneur-chef Earl Blaik l'engage en tant qu'entraîneur-adjoint. Dans sa dernière année, Borman est capitaine de cadets, commandant sa compagnie et directeur de l'équipe de football universitaire.
Borman choisit d'être nommé sous-lieutenant de l'armée de l'air américaine (USAF) le 2 juin 1950. Avant la création de l'United States Air Force Academy (USAFA) en 1954, l'armée de l'air est autorisée à accepter jusqu'à un quart des diplômés de West Point. Pour que les officiers de l'armée de l'air diplômés de West Point aient la même ancienneté que ceux de l'Académie navale d'Annapolis, la classe entière est commissionnée quatre jours avant l'obtention de son diplôme. Borman obtient son Bachelor of Science le 6 juin 1950, se classant  8e sur 670.
Il rentre à Tucson avec ses parents, dans son Oldsmobile 88 flambant neuve, pour le traditionnel congé de soixante jours après l'obtention du diplôme. Séparé de Susan lorsqu'il se trouve à West Point, il reconsidère ce choix. Elle a obtenu un diplôme en hygiène dentaire à l'université de Pennsylvanie et envisage de commencer un diplôme en arts libéraux à l'université de l'Arizona. Il la persuade de le revoir et lui fait sa demande en mariage. Elle accepte et ils se marient le 20 juillet 1950 à l'église épiscopalienne Saint-Philippe de Tucson.

### Armée de l'air

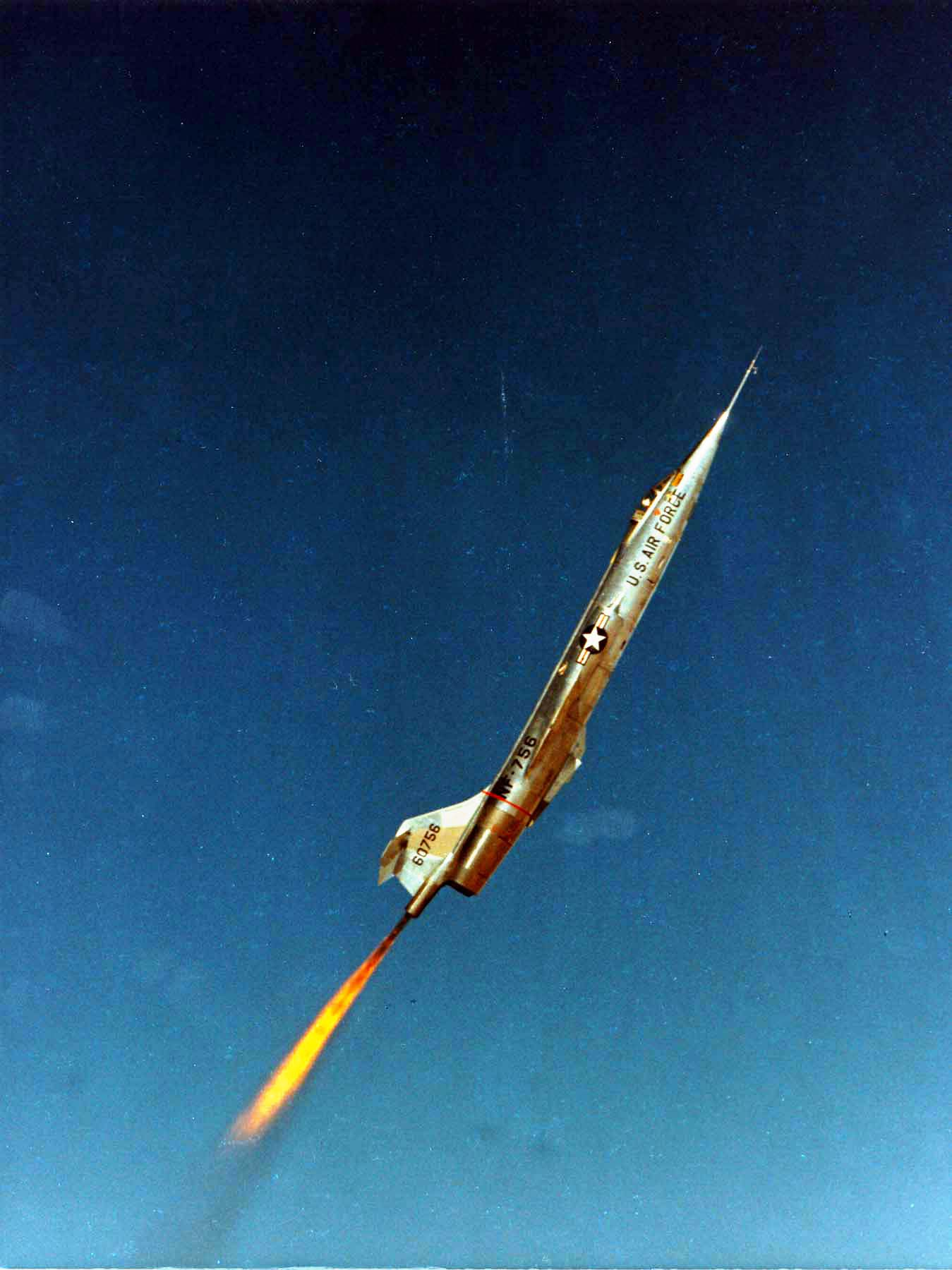
Afin de familiariser les étudiants de l'ARPS avec certaines des techniques de vol spatial, trois Lockheed F-104 Starfighter sont équipés de moteurs de fusée et de commandes de réaction pour une utilisation en dehors de l'atmosphère.

Après une brève lune de miel à Phoenix en Arizona, Borman se rend en août 1950 à la base aérienne Perrin au Texas, pour y suivre une formation de base au North American T-6 Texan. Les meilleurs étudiants de la classe ont le privilège de choisir leur spécialité et Borman choisit de devenir pilote de chasse. Il est donc envoyé à la base aérienne Williams, près de Phoenix, en février 1951 pour une formation avancée, initialement sur North American T-28 Trojan, puis sur le chasseur à réaction Lockheed P-80 Shooting Star.
Des pilotes de chasse sont envoyés en Corée du Sud où la guerre de Corée a éclaté l'année précédente. Il demande à être affecté à la base aérienne Luke près de Phoenix — Susan étant enceinte de huit mois — ; il est affecté à la base aérienne Nellis dans le Nevada. Là, il s'entraîne aux bombardements aériens et au tir au canon. Son premier enfant, un fils appelé Frederick Pearce, y naît en octobre. Borman reçoit ses ailes de pilote le 4 décembre 1951.
Peu de temps après, il se blesse et a un tympan perforé alors qu'il pratique des bombardements en piqué avec un rhume. Au lieu d'aller en Corée, il reçoit l'ordre de se rendre au camp Stoneman d'où il monte à bord d'un transport de troupes, l'USNS Fred C. Ainsworth, le 20 décembre 1951, à destination des Philippines. Susan vend leur automobile pour s'acheter des billets d'avion afin de le rejoindre. Il est affecté au 44th Fighter Squadron de la base aérienne Clark, où il est sous les ordres du major Charles McGee, un ancien pilote de chasse connu pour avoir fait partie des Tuskegee Airmen.
Initialement, Borman est restreint à des tâches au sol en raison de sa blessure, car, bien qu'il soit guéri, les médecins de la base craignent une autre perforation s'il vole de nouveau. Il persuade McGee de l'accompagner dans un T-6, puis un Lockheed T-33 Silver Star. Cela convainc les médecins, et le statut de vol de Borman est rétabli le 22 septembre 1952. Son deuxième fils, Edwin Sloan, naît sur la base en juillet 1952.
Borman retourne aux États-Unis, où il devient instructeur de vol aux instruments sur avions à réaction à la base aérienne Moody en Géorgie, principalement sur T-33.
En 1955, il obtient le transfert à la base aérienne Luke. La plupart de ses vols se font en F-80 (une variante du P-80 Shooting Star), F-84 Thunderjet, F-84F Thunderstreak et T-33.
En 1956, il reçoit l'ordre de rejoindre la faculté de West Point, après avoir obtenu une maîtrise en génie aéronautique. Ne voulant pas passer deux années à se qualifier pour un poste autre que celui de pilote pouvant durer trois autres années, il cherche un programme de maîtrise d'une durée d'un an seulement et opte pour celui du California Institute of Technology (Caltech). Il obtient une maîtrise en génie aéronautique en juin 1957, puis devient professeur adjoint en thermodynamique et en mécanique des fluides à West Point, poste qu'il occupe jusqu'en 1960. Il découvre son intérêt pour l'enseignement. Il est toujours capable de piloter un T-33 depuis la base aérienne Stewart au cours des week-ends. Un été, il s'entraîne également à la survie dans la base aérienne Stead (futur aéroport Reno Stead) au Nevada.
En juin 1960, Borman est sélectionné pour appartenir à la promotion 60-C de l'école des pilotes d'essai de l'United States Air Force de la base aérienne Edwards en Californie et devient pilote d'essai. Cette promotion, qui compte les futurs astronaute Michael Collins et James Irwin, est diplômée le 21 avril 1961. Thomas Stafford, un autre futur astronaute, est l'un des instructeurs.
Après l'obtention de son diplôme, Borman est accepté parmi les cinq étudiants de la première promotion de l'Aerospace Research Pilot School (ARPS), une école de troisième cycle destinée aux pilotes d'essai, qui les prépare à devenir astronautes. Cette promotion compte le futur astronaute James McDivitt. Les cours comprennent un cours sur la mécanique orbitale à l'université du Michigan, ainsi que des vols en impesanteur à bord d'un KC-135 Stratotanker et d'un C-131 Samaritan modifiés.
Borman commence la formation avec le F-104 Starfighter. Il s'agit de vols jusqu'à 21 336 m (70 000 ft) où le moteur est coupé par manque d'oxygène, puis un autre moteur pousse l'appareil jusqu'à 27 432 m (90 000 ft). Ceci est suivi d'une descente et d'un redémarrage du moteur lors de celle-ci. Une combinaison pressurisée est donc nécessaire.

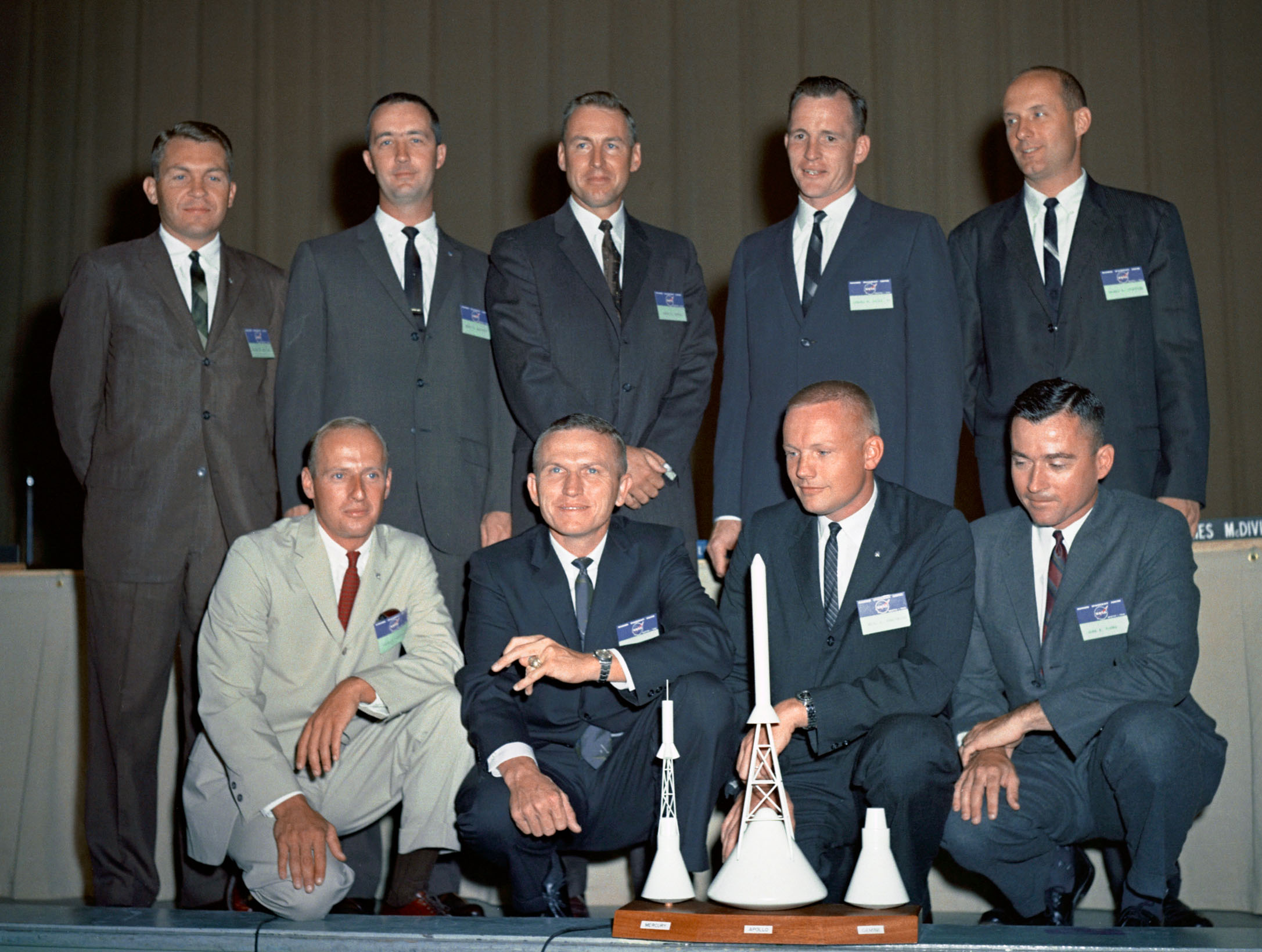
Le groupe d'astronautes 2 le 17 septembre 1962. Au fond : Elliot See, James McDivitt, James Lovell, Edward White et Thomas Stafford. Devant : Charles Conrad, Frank Borman, Neil Armstrong et John Young.

Le 18 avril 1962, la National Aeronautics and Space Administration (NASA) annonce officiellement qu'elle incorpore, dans le cadre du nouveau programme Gemini, un nouveau groupe d'astronautes, qui s'ajoutent aux sept du premier groupe — les « Mercury Seven » — sélectionnés en 1959 dans le cadre du programme Mercury .
L'armée de l'air mène son processus de sélection interne et soumet les noms de onze candidats. L'armée leur dispense une brève formation en mai 1962 sur la manière de parler et de se conduire pendant le processus de sélection de la NASA pour maximiser leurs chances. La sélection de Borman par la NASA dans le groupe 2 — les « Next Nine » — est annoncée publiquement le 17 septembre 1962,. Chuck Yeager, le commandant de l'école des pilotes d'essai de l'United States Air Force à la base aérienne Edwards et premier homme à franchir le mur du son, lui dit : « Tu peux dire adieu à ta maudite carrière dans l'armée de l'air ».
Au cours de sa carrière militaire, Borman enregistre 3 600 heures de vol, dont 3 000 dans des avions à réaction.

### Carrière d'astronaute
Borman emménage avec sa famille à Houston au Texas, où le Manned Spacecraft Center (MSC) — futur Centre spatial Lyndon B. Johnson — est toujours en cours d'établissement.
Suivant le fonctionnement éprouvé par les Mercury Seven, chacun des neuf aspirants-astronautes se voit attribuer un domaine particulier dans lequel il peut développer une expertise afin de le partager avec les autres en fournissant des informations en matière de conception et d'ingénierie. Bien qu'il n'ait aucune expérience dans ce domaine, Borman se voit attribuer le booster Titan II utilisé par le programme Gemini comme champ d'étude. Dans ce cadre, il réalise de nombreuses visites aux usines Martin Marietta de Denver (Colorado) et de Baltimore (Maryland) où les Titan II sont construits.
Il est aussi responsable du système de détection d'urgence mis au point pour les cas d'abandon d'un décollage. Borman convient avec Wernher von Braun qu'il faut s'appuyer sur des systèmes automatisés dans des situations où le temps de réaction humain ne peut être assez rapide. Il s'oppose sur ce point à Warren J. North, le chef de la division de soutien aux équipages de la NASA, qui n'accepte pas l'idée qu'un système automatisé soit supérieur à l'habileté d'un être humain.

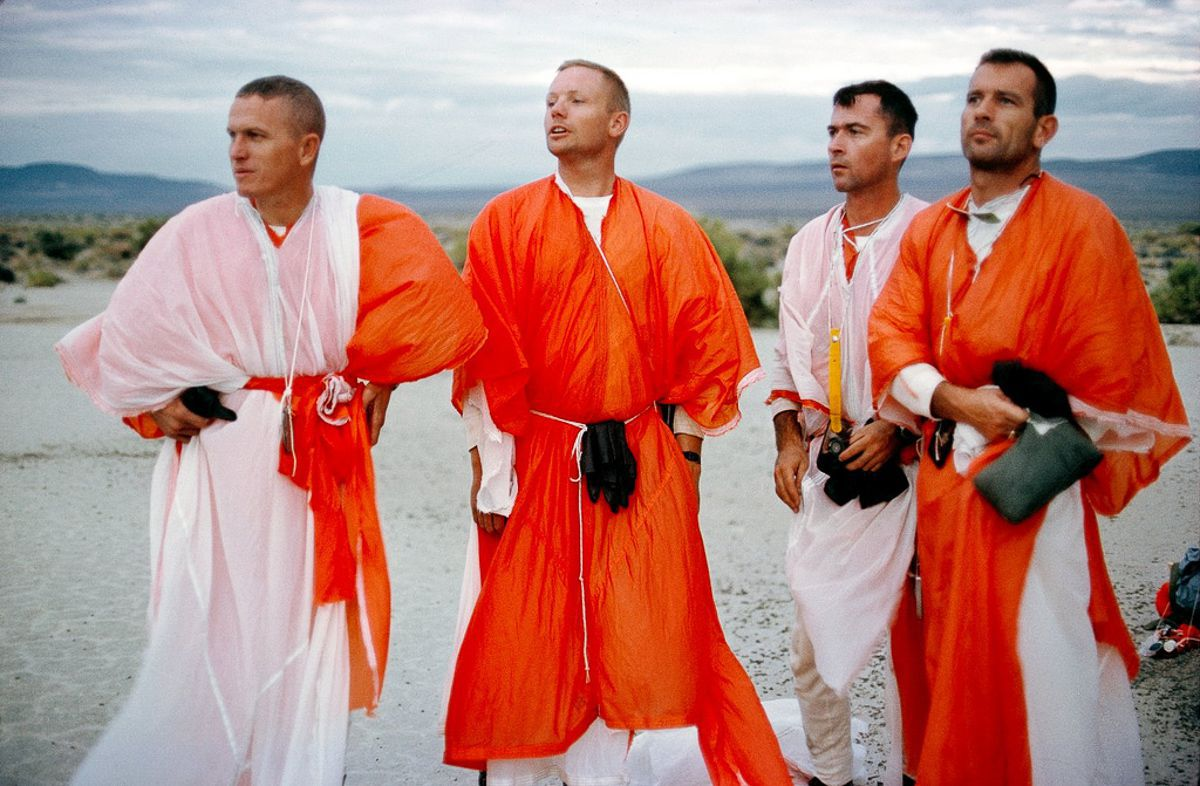
Les astronautes Frank Borman, Neil Armstrong, John Young et Donald Slayton (dit Deke Slayton) vêtus dans leur toile de parachute lors d'un entraînement dans le désert du Nevada le 13 août 1964.

Le travail théorique est constitué, initialement, d'une formation en classe de quatre mois sur des sujets tels que la propulsion des engins spatiaux, la mécanique orbitale, l'astronomie, l'informatique et la médecine spatiale. Il y a également une familiarisation avec le vaisseau spatial Gemini, les boosters Titan II et Atlas, et le véhicule cible Agena utilisé pour les amarrages et rendez-vous spatiaux.
Des formations de survie sont dispensées dans la jungle à la base aérienne Albrook (futur aéroport international Albrook Marcos A. Gelabert) au Panama, dans le désert à la base aérienne Stead au Nevada, en milieu aquatique sur le Dilbert Dunker de la base aéronavale de Pensacola en Floride, et dans la baie de Galveston au Texas.
Il y a cinquante heures d'instruction en géologie, avec des excursions au Grand Canyon et au Meteor Crater en Arizona, ce que Borman pense être une perte de temps: « Je me moquais bien de ramasser des pierres », a-t-il déclaré dans un entretien, « je voulais battre les Soviétiques sur la Lune ».

#### Programme Gemini et Gemini 7
Lorsque le chef des opérations des équipages, l'astronaute issu des Mercury Seven, Donald Slayton (dit Deke Slayton), établit un calendrier provisoire des vols du programme Gemini, il attribue le commandement du premier vol en équipage, Gemini 3, à l'astronaute Alan Shepard, lui aussi provenant du premier groupe, avec l'astronaute du deuxième groupe Thomas Stafford comme copilote. L'astronaute du premier groupe, Virgil Grissom, est nommé commandant de l'équipage de réserve, avec Borman comme copilote. Selon le système de rotation d'équipages élaboré par Slayton, l'équipage de réserve d'une mission devient l'équipage principal de la troisième mission d'après. Borman devient donc le copilote de Gemini 6, une mission de quatorze jours.
Une mission Apollo sur la Lune devait durer au moins une semaine, et l'un des objectifs du programme Gemini est de tester la capacité de l'équipage et des composants de l'engin spatial à opérer dans l'espace pendant cette période. Lorsque Shepard est interdit de vol à cause d'une maladie à l'oreille en octobre 1963, Grissom et Borman deviennent l'équipage principal de Gemini 3. Grissom invite Borman chez lui pour lui parler de la mission et, après une longue discussion, décide qu'ils ne peuvent pas travailler ensemble. Selon Eugene Cernan, « les ego de Grissom et Borman étaient trop gros pour tenir dans un seul vaisseau spatial ». Slayton remplace donc Borman par John Young.

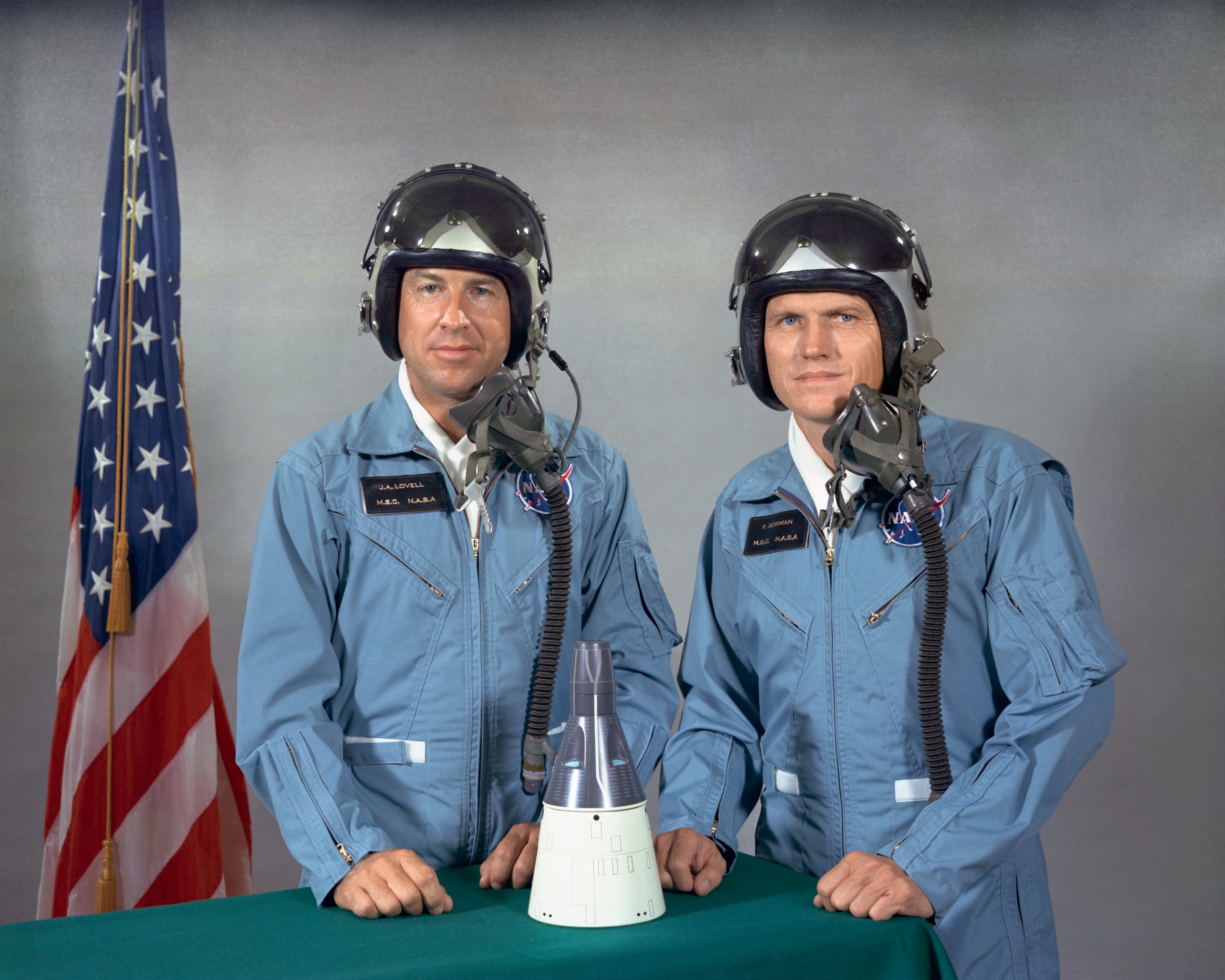
Portrait des membres de Gemini 7, James Lovell et Frank Borman, en 1965.

Slayton souhaite toujours que Borman réalise le vol d'une durée de deux semaines, qui est alors Gemini 7. Borman est donc nommé commandant de réserve de Gemini 4, avec James Lovell comme copilote. Cela est officialisé le 27 juillet 1964 et il en résulte leur affectation à Gemini 7 le 1er juillet 1965, avec Edward White et Michael Collins en tant qu'astronautes de réserve. Borman est l'un des quatre membres de son groupe choisi pour commander leurs premières missions, les autres étant James McDivitt, Neil Armstrong et Elliot See, bien que ce dernier ait été tué dans un accident d'avion à réaction trois mois avant sa mission. Les équipages principaux et de réserve sont formés ensemble pour la mission, et Borman trouve précieuse l'expérience de réserviste, puisqu'elle équivaut à une répétition générale de leur propre mission.
Le fait que Gemini 7 dure quatorze jours est un paramètre connu depuis le début, et cela donne à Borman le temps de se préparer. Pour rester en forme, lui et Lovell courent entre trois et cinq kilomètres par jour et jouent au handball après le travail.
Ils visitent l'usine McDonnell Aircraft à Saint-Louis dans le Missouri, où leur engin spatial est construit. Avec 3 663 kg, il pèse 110 kg de plus que tout autre vaisseau spatial Gemini précédent. Des procédures spéciales sont développées pour la gestion des consommables et des déchets et une combinaison spatiale légère est mise au point pour améliorer le confort des astronautes.
Un changement majeur affectant la mission se produit lorsque le véhicule cible Agena pour Gemini 6 subit une défaillance. Cette mission est destinée à la pratique des rendez-vous orbitaux : une exigence du futur programme Apollo, et est donc un objectif du programme Gemini. Borman est au centre spatial Kennedy pour observer le lancement de Gemini 6, lorsqu’il entend deux responsables de McDonnell discuter de la possibilité d'utiliser Gemini 7 comme cible de rendez-vous. Borman rejette cette idée d'amarrage entre les deux vaisseaux spatiaux, tout en pensant que l'idée a du mérite. Après quelques discussions sur la manière dont cela peut être accompli, l'idée est cependant approuvée.
Le 6555th Aerospace Test Group démantèle Gemini 6 et assemble Gemini 7 au Complexe de lancement 19 de la base de lancement de Cap Canaveral. Gemini 7 est lancé le 6 décembre 1965 suivi du lancement de Gemini 6 avec Walter Schirra et Thomas Stafford à son bord le 15 décembre 1965. Gemini 6 effectue son rendez-vous spatial avec Gemini 7 dans la journée, en se plaçant à trente centimètres de celui-ci.
Lorsque Walter Schirra et Thomas Stafford, membres de Gemini 6, reviennent sur Terre, Borman et Lovell ont encore trois jours à tenir, dans un espace de la taille de l'habitacle avant d'une petite voiture. Borman commence à espérer que quelque chose se passe mal pour justifier un retour rapide. Enfin, le 18 décembre, la rentrée prévue est mise en œuvre et se déroule sans encombre. La capsule Gemini 7 amerrit à proximité du navire de récupération, le porte-avions USS Wasp. Borman n'étant jamais monté sur un porte-avions, il est impressionné par sa taille.
Il reçoit la médaille du service exceptionnel de la NASA pour cette mission au record de durée et est promu colonel. À trente-sept ans, il est à l'époque le plus jeune colonel de l'armée de l'air américaine.

Photographies de la mission Gemini 7
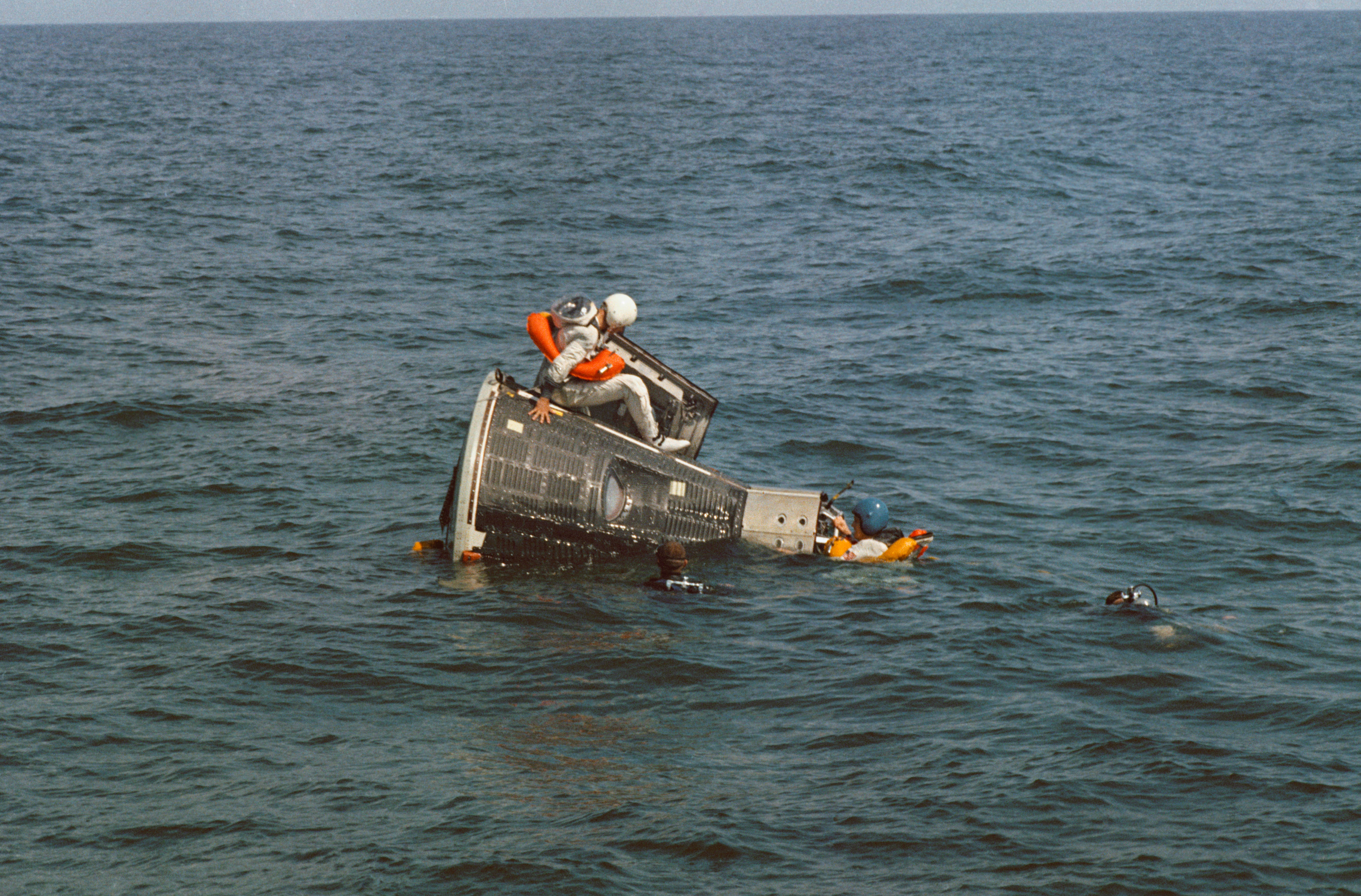
Lovell (casque blanc) et Borman (casque bleu) s'extrayant de la capsule lors d'un entraînement à l'amerrissage le 15 octobre 1965.
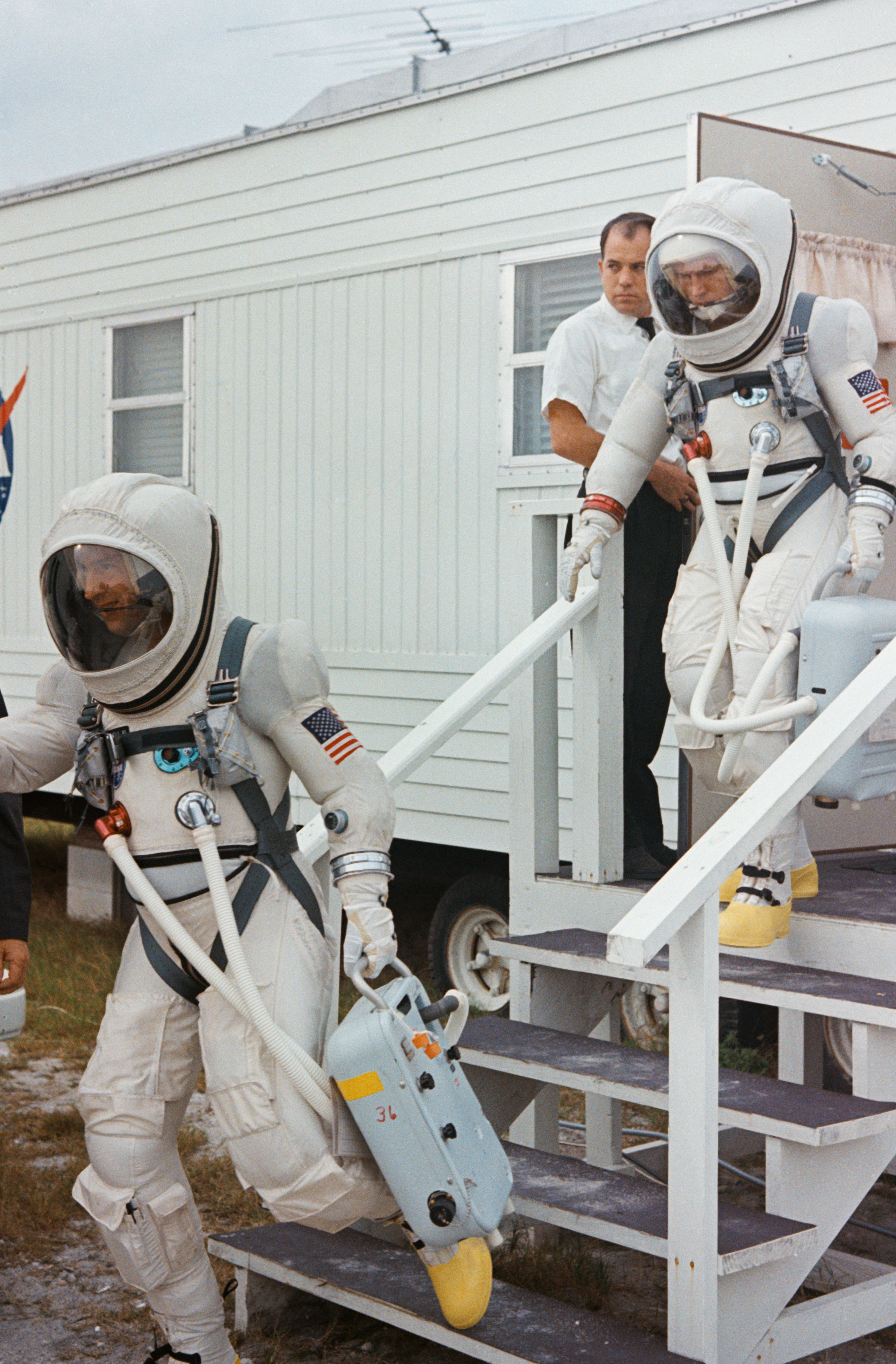
L'équipage de Gemini 7 avant le décollage le 4 décembre 1965.
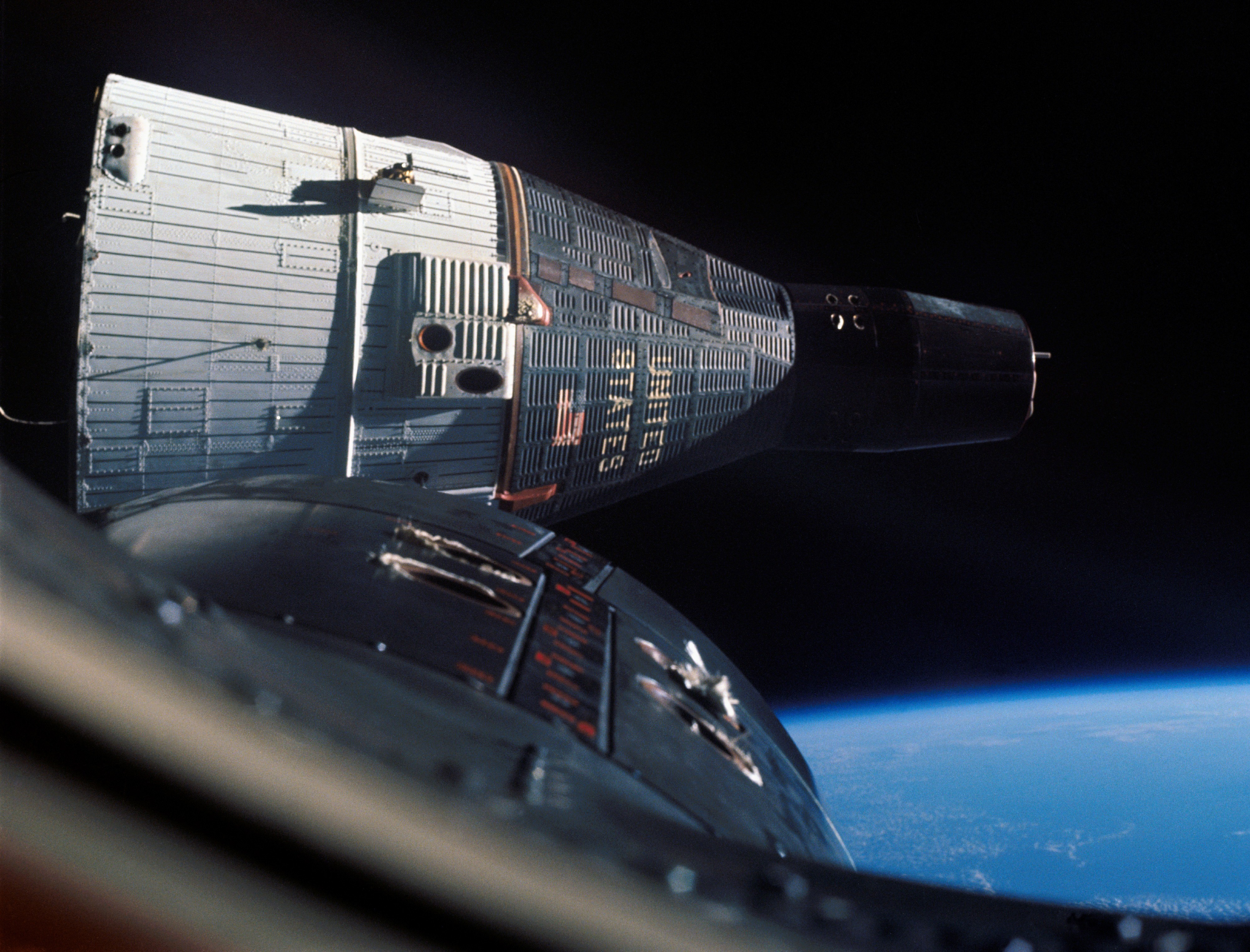
Gemini 7, vu depuis Gemini 6, le 15 décembre 1965.
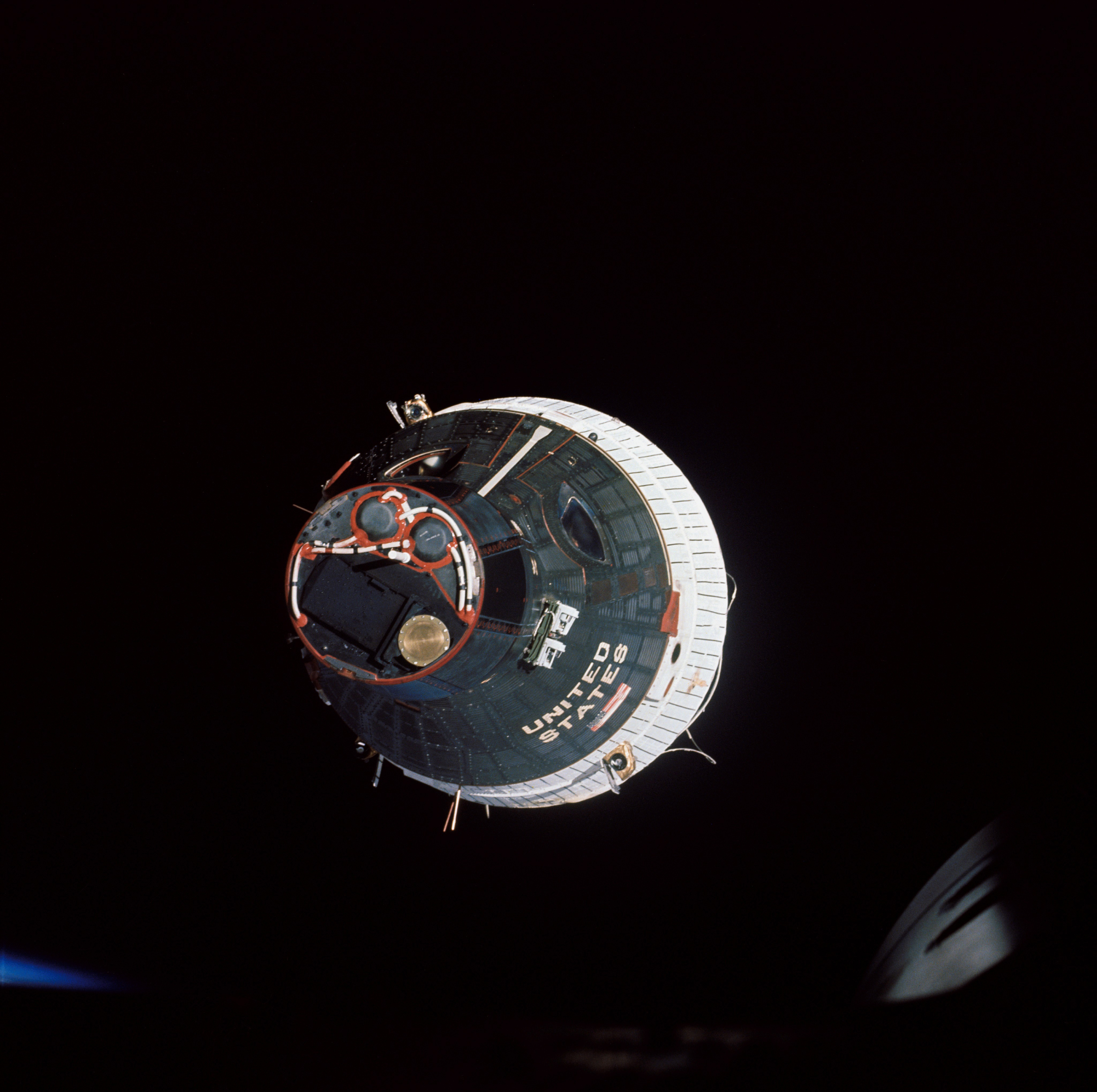
Gemini 7, toujours depuis Gemini 6 mais sous un autre angle, le 15 décembre 1965.
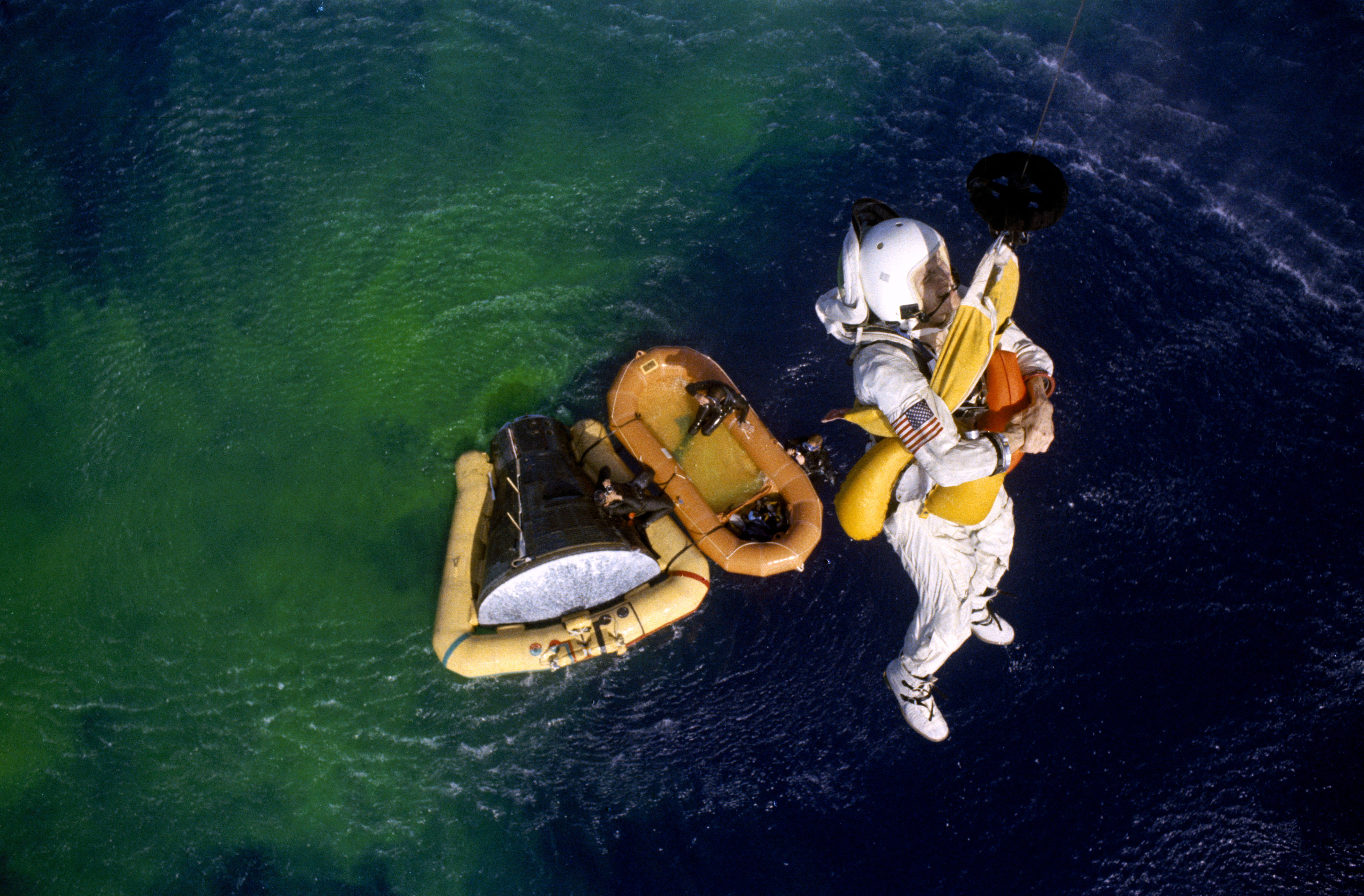
Borman hélitreuillé après l'amerrissage le 18 décembre 1965.
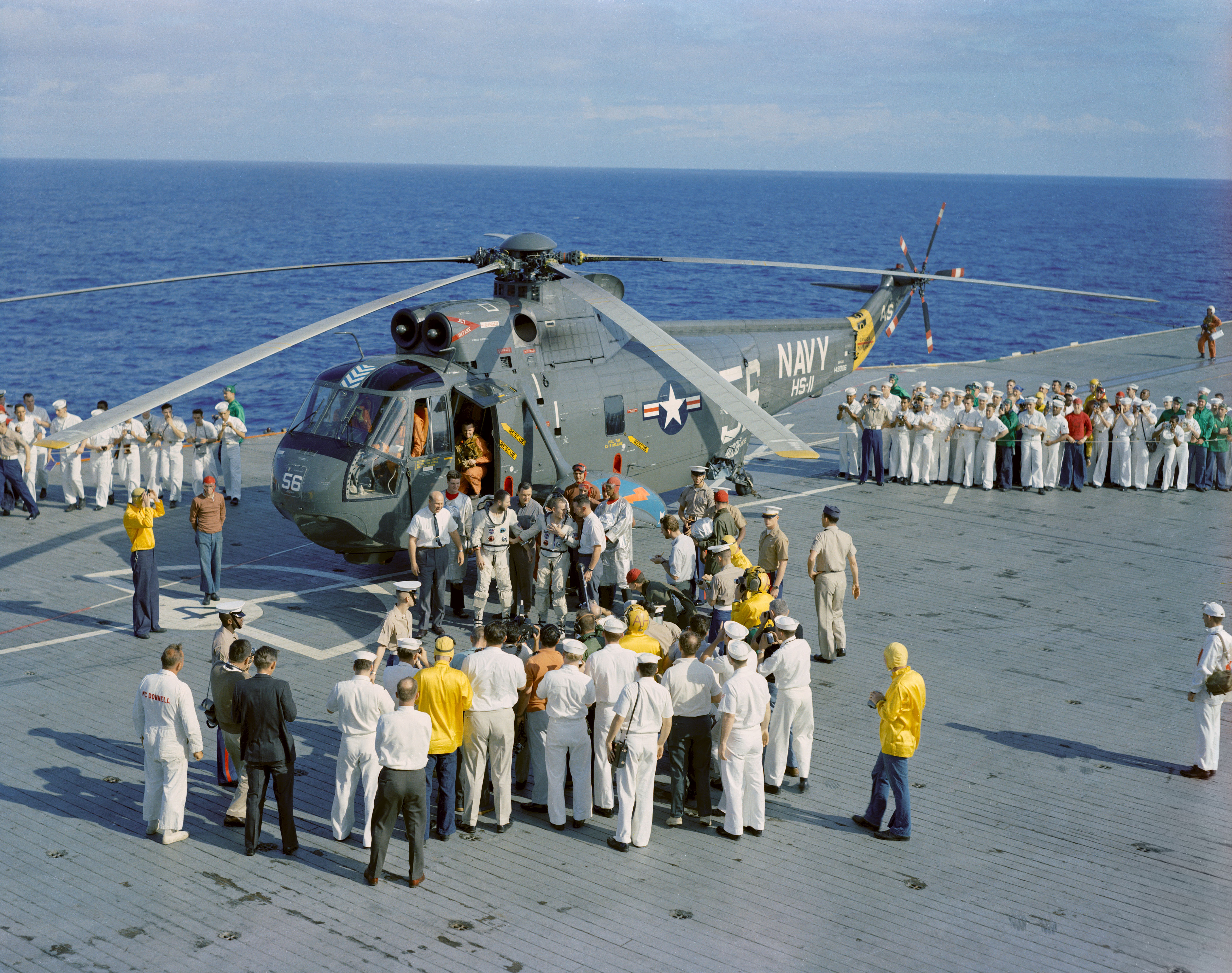
L'équipage de Gemini 7 sur le porte-avions USS Wasp le 18 décembre 1965.

#### Programme Apollo

##### Apollo 1
Dans la planification du programme Apollo, Slayton désigne de nouveaux équipages sous le commandement des astronautes expérimentés des premières missions Gemini. Dans les missions comportant un module lunaire, le pilote expérimenté (appelé plus tard « pilote du module de commande ») serait également un astronaute expérimenté, car il doit piloter le module de commande et de service seul. Borman se voit confier le rôle de réserviste pour la deuxième mission, qui se déroule en orbite terrestre sans module lunaire. Il commanderait ensuite la quatrième, une mission en orbite terrestre moyenne avec un module lunaire. Charles Bassett lui est attribué comme pilote expérimenté et William Anders en tant que pilote (plus tard connu sous le nom de « pilote du module lunaire »),. Bassett doit voler à bord du Gemini 9, mais il meurt dans l'accident d'avion qui a également tué Elliot See. Ces morts modifient les ordres d'affectations et c'est Thomas Stafford qui est nommé en tant que pilote principal avec Michael Collins en tant que pilote. Par la suite, Stafford reçoit son équipage et Anders est réaffecté à l'équipage de Borman. Comme Collins a une expérience de vol spatial dans Gemini 10, il devient le pilote principal. La deuxième mission est déplanifiée, mais celle de Borman reste inchangée, bien qu'il s'agisse désormais de la troisième mission et qu'il n'a aucune responsabilité de réserviste,. La sélection de l'équipage est officiellement annoncée dans un communiqué de presse de la NASA du 22 décembre 1966.

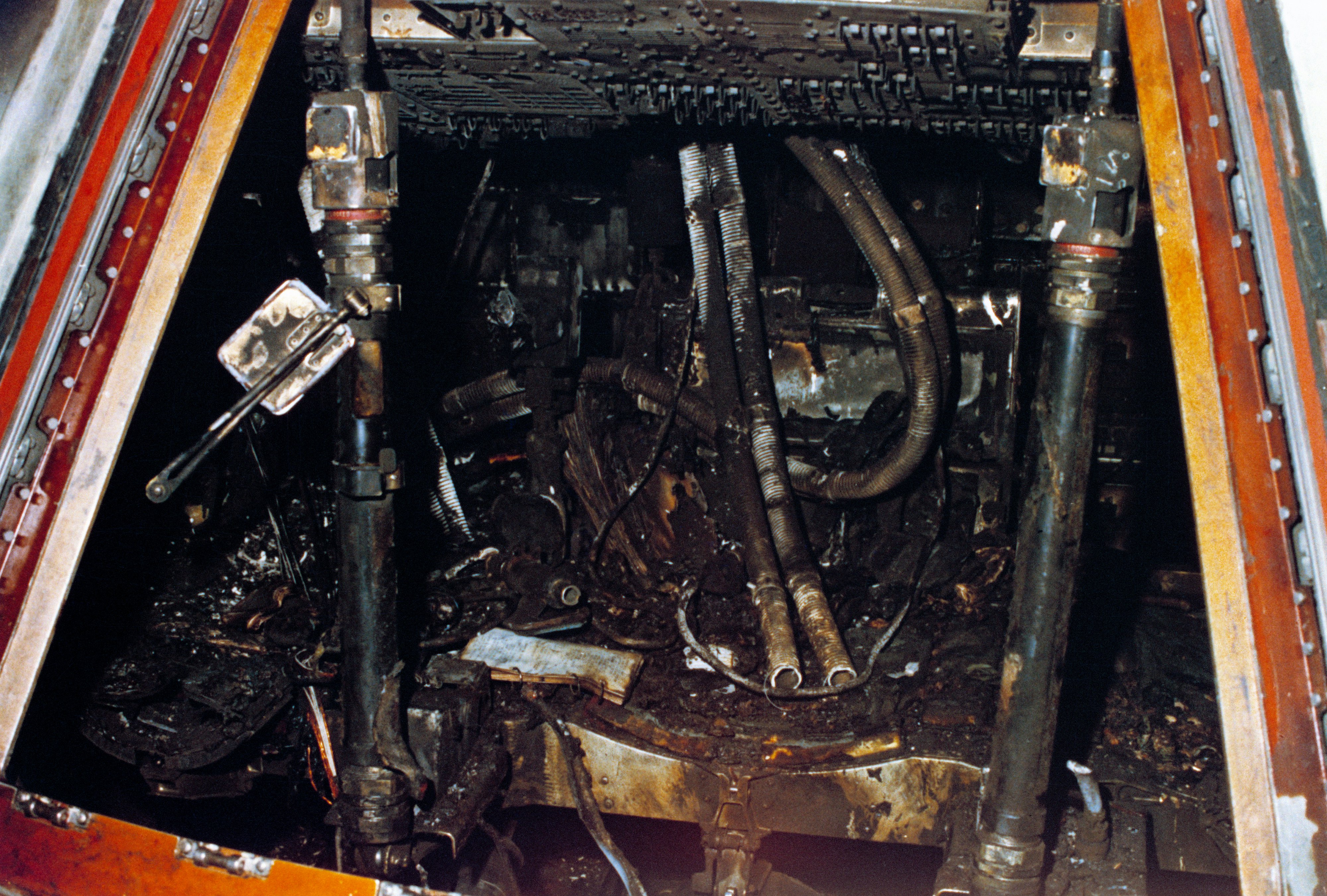
La capsule du module de commande et de service Apollo après l'incendie d'Apollo 1.

Le 27 janvier 1967, les membres de la première mission Apollo habitée, Apollo 1 (alors appelée AS-204), Virgil Grissom, Edward White et Roger B. Chaffee, sont tués dans un incendie à bord de leur capsule. À la suite de cet accident, un comité d'enquête est chargé d'analyser les causes profondes de la catastrophe et de faire des recommandations de mesures correctives. Borman est le seul astronaute à siéger à ce comité composé de neuf membres. Il inspecte le module de commande incendié et vérifie la position des interrupteurs et des disjoncteurs. En avril 1967, alors qu'il siège au conseil d'administration, Borman est l'un des cinq astronautes avec Alan Shepard, Walter Schirra, Donald Slayton (dit Deke Slayton) et James McDivitt à témoigner devant les comités de la Chambre des représentants et du Sénat des États-Unis qui enquêtent sur l'incendie d'Apollo 1. Borman doit répondre à des questions difficiles et parfois hostiles,. Son témoignage convainc le Congrès que les missions Apollo seront sûres une fois les recommandations prises en compte. Il déclare notamment : « Nous essayons de vous dire que nous avons confiance en notre gestion, en notre ingénierie et en nous-mêmes. Je pense que la question est plutôt : avez-vous confiance en nous ? »
À la suite de la catastrophe, Joseph Francis Shea démissionne en tant que responsable du programme Apollo. Robert Gilruth, directeur du MSC, propose le poste à Borman, qui le refuse. Le travail est alors confié à l'adjoint de Gilruth, George Low. Néanmoins, Borman accepte une affectation temporaire dans l'usine North American Aviation de Downey en Californie, où les modules de commande sont fabriqués, afin de superviser la mise en œuvre des recommandations du comité d'enquête. Borman est contraint de s'attaquer à l'une des causes profondes du désastre : l'opposition naturelle entre la qualité et le délai.
Borman se dispute avec le pilote d'essai Albert Scott Crossfield, responsable de l'ingénierie de la sécurité chez North American, au sujet de la conception efficace d'un système d'oxygène de secours. Borman refuse d'accepter la conception proposée car elle ne protège pas l'équipage de possibles émanations nocives. Crossfield s'oppose alors à la livraison par North American du S-II, le deuxième étage du lanceur Saturn V, qu'il considère comme peu sûr. Borman informe la direction de North American qu'il ne peut plus travailler avec Crossfield, lequel quitte l'entreprise. Une trappe redessinée facilitant l'évacuation des astronautes en quelques secondes au lieu de quelques minutes ajoute 680 kg au poids de la capsule. Les parachutes sont également repensés pour pouvoir supporter le poids supplémentaire et les nouveaux essais entraînent un coût supplémentaire. Cela conduit à une autre opposition avec George Mueller, qui pense que ce surcoût est excessif.

##### Apollo 8

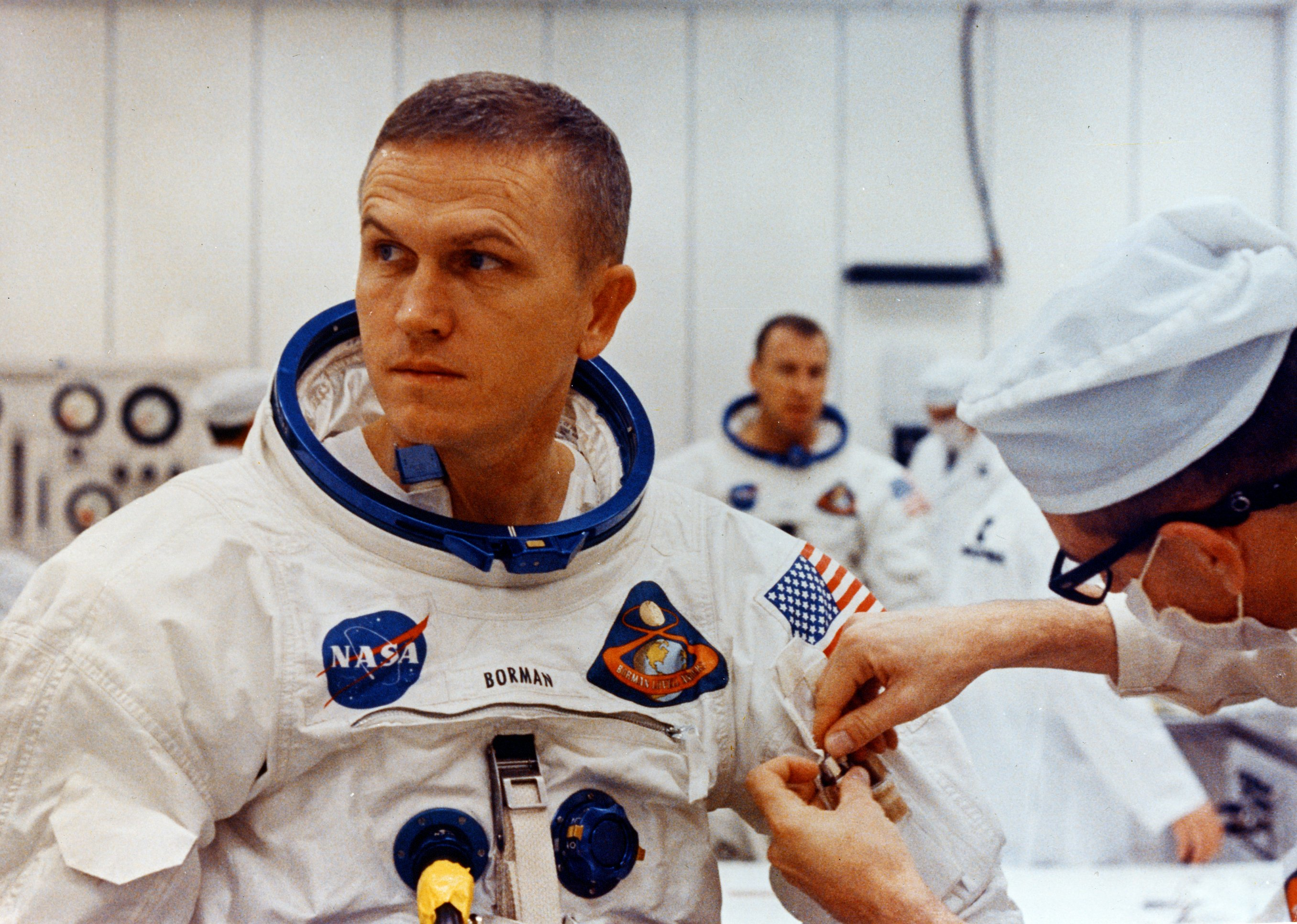
Borman se préparant pour Apollo 8 le 21 décembre 1968.

La mission de test du module lunaire en orbite terrestre moyenne de Borman est désormais prévue pour Apollo 9 et provisoirement pour le début de l'année 1969, après une orbite terrestre basse commandée par James McDivitt en décembre 1968. Les affectations de l'équipage sont officiellement annoncées le 20 novembre 1967 mais en juillet 1968, Michael Collins a une hernie discale qui nécessite une intervention chirurgicale. Il est remplacé par James Lovell, réunissant ainsi Borman avec son ancien équipier de Gemini 7. Lorsque le module lunaire d'Apollo 8 arrive au centre spatial Kennedy en juin 1968, plus d'une centaine de défauts importants sont découverts, ce qui amène Gilruth à conclure que ce module lunaire ne pourra voler en 1968.
En août 1968, en réponse à un rapport de la Central Intelligence Agency (CIA) selon lequel les Soviétiques envisagent un survol lunaire avant la fin de l'année, Low propose une solution audacieuse pour maintenir le programme Apollo sur les rails. Étant donné que le prochain module de commande et de service serait prêt trois mois avant le module lunaire réparé, une mission uniquement avec le premier module peut être effectuée en décembre. Au lieu de répéter le vol d'Apollo 7, il serait possible de l'envoyer vers la Lune, en entrant en orbite lunaire avant de revenir sur Terre. Cela signifie également que la mission en orbite terrestre moyenne n'est plus utile, tout en respectant la perspective d'un alunissage prévu pour la mi-1969. Avec le changement de mission pour Apollo 8, Slayton demande à McDivitt s'il souhaite toujours le piloter, ce que ce dernier refuse. En effet, son équipage a passé beaucoup de temps à se préparer à tester le module lunaire et il veut encore réaliser cet objectif. Quand la même question est posée à Borman, il répond « oui » sans aucune hésitation. Slayton décide alors d'échanger les équipages et les vaisseaux spatiaux des missions Apollo 8 et 9,.
Apollo 8 est lancé le 21 décembre 1968. Le deuxième jour, Borman se réveille malade. Il vomit deux fois et souffre d'une diarrhée. Le vaisseau spatial est alors rempli de boules de vomissures et d'excréments que les membres d'équipage nettoient du mieux qu'ils le peuvent. Borman souhaite cacher ses problèmes médicaux, mais Lovell et Anders souhaitent en informer le centre de contrôle de mission. L'équipage d'Apollo 8 et le personnel médical au sol concluent qu'il y a peu d'inquiétude et que la maladie de Borman est soit une gastro-entérite comme le pense Borman, soit une réaction indésirable à un somnifère. Les chercheurs pensent depuis qu'il souffre du mal de l'espace, qui affecte environ un tiers des astronautes lors de leur premier jour dans l'espace, car leur système vestibulaire s'adapte à l'apesanteur. Ce syndrome d'adaptation spatiale ne s'est pas manifesté lors des missions Mercury et Gemini, probablement parce que les astronautes ne peuvent se déplacer librement dans les petites cabines de ces engins spatiaux. L'espace cabine accru dans le module de commande Apollo donne aux astronautes une plus grande liberté de mouvement, contribuant ainsi à ces symptômes.

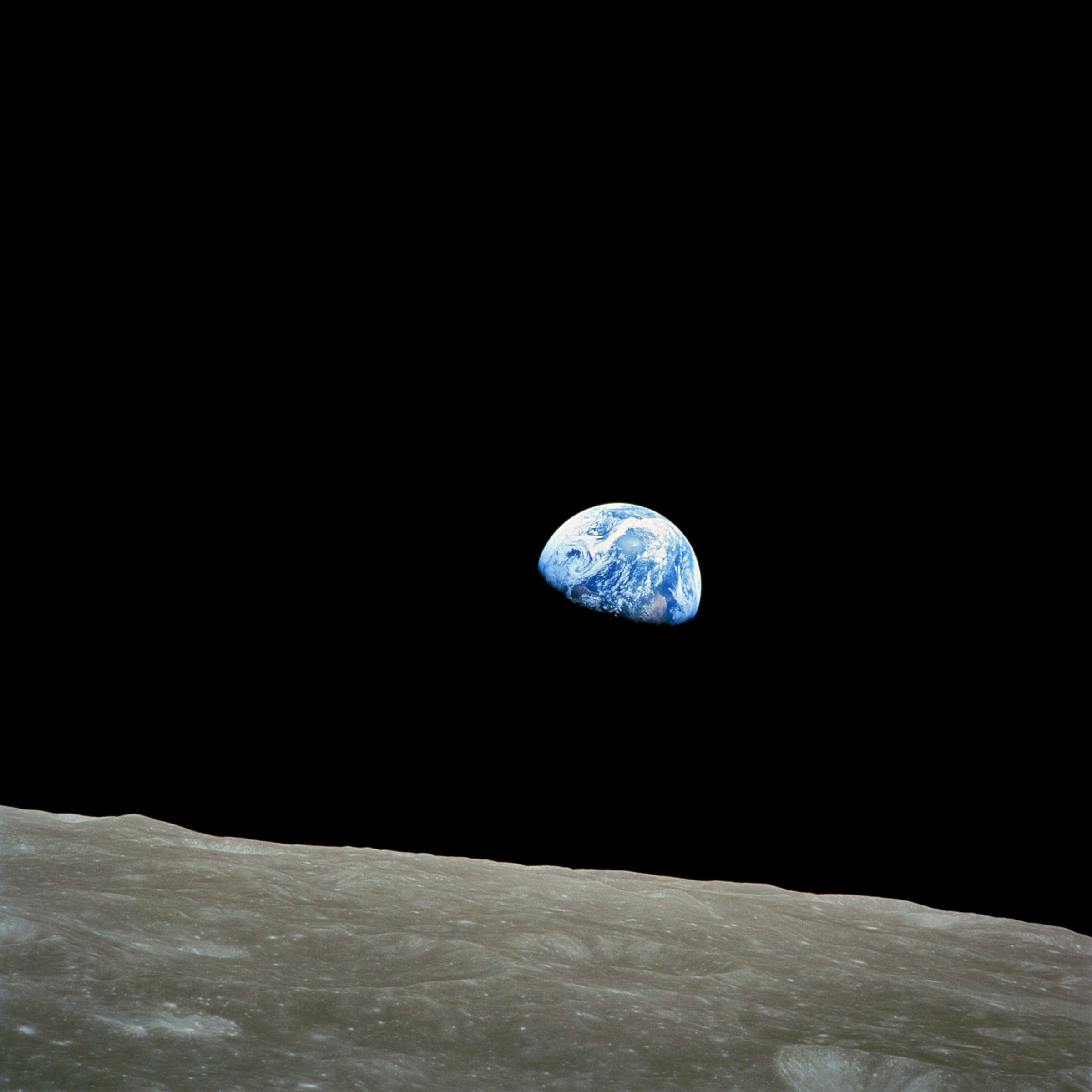
Lever de Terre, une photographie prise par William Anders le 24 décembre 1968 lors de la mission Apollo 8.

Après la première injection trans-lunaire (ITL) habitée de l'histoire, le 24 décembre, Apollo 8 entre en orbite lunaire. L'équipage fait dix orbites lunaires en vingt heures avant de revenir sur Terre, préparant la mission Apollo 11, celle du premier pas sur la Lune. La mission est aussi connue pour l'emblématique photographie Lever de Terre prise par William Anders et montrant la Terre s'élevant au-dessus de l'horizon lunaire alors que le module de commandement tourne autour de la Lune, et pour la lecture télévisée de la Genèse en orbite lunaire, diffusée via la télévision à l'échelle mondiale,. Environ six semaines avant le lancement, le directeur adjoint des affaires publiques de la NASA, Julian Scheer, annonce à Borman qu'une émission télévisée est prévue et lui suggère de trouver quelque chose d'approprié à dire. Borman consulte Simon Bourgin, qui travaille à la United States Information Agency (USIA), et avait accompagné Borman et Lovell lors d'une tournée en Extrême-Orient après la mission Gemini 7. Bourgin, à son tour, consulte Joe Laitin, un ancien journaliste d'United Press International, qui suggère à l'équipage d'Apollo 8 de lire le Livre de la Genèse,.
Le capsule d'Apollo 8 amerrit de nuit le 27 décembre à la demande de Borman car un amerrissage de jour aurait obligé à parcourir douze orbites lunaires, ce qu'il juge superflu. Lorsque la capsule touche l'eau, Borman n'actionne pas assez rapidement le commutateur pour détacher les parachutes. Cela a pour effet de laisser la capsule à l'envers. Dans cette position, la balise clignotante ne peut pas être vue par les hélicoptères de récupération. Il récupère la situation en gonflant les bouées situées dans le nez du vaisseau spatial, afin qu'il se redresse. Les règles de la mission exigeant une récupération de jour, l'équipage doit donc attendre 45 minutes jusqu'au lever de soleil avant que les hommes-grenouilles dépêchés sur place puissent ouvrir les écoutilles. Borman a le mal de mer et vomit, néanmoins heureux de pouvoir être embarqué à bord du navire de récupération, le porte-avions USS Yorktown.
Le succès d'Apollo 8 arrive à la fin de l'année 1968, une année qui est marquée par de nombreux bouleversements aux États-Unis et dans la plupart des pays du monde, à l'exemple de la guerre du Viêt Nam. Ils sont les premiers êtres humains à graviter autour d'un autre corps céleste, survivant à une mission que même l'équipage estimait n'avoir qu'une chance sur deux de réussir pleinement. L'effet positif d'Apollo 8 est résumé dans un télégramme d'un étranger reçu par Borman après la mission : « Merci Apollo 8. Vous avez sauvé 1968 ».
L'équipage d'Apollo 8 participe à des parades à New York, Chicago et Washington où les membres reçoivent la médaille du service distingué de la NASA du président des États-Unis Lyndon B. Johnson. Borman reçoit également l'Air Force Distinguished Service Medal. Il effectue ensuite une tournée en Europe avec pour objectif secondaire d'en savoir plus sur les programmes spatiaux d'autres pays de l'OTAN. Il est accompagné de Bourgin et Nicholas Ruwe, assistant du chef du protocole au département d'État. Borman rencontre la reine Élisabeth II, le prince Philip et la princesse Anne au palais de Buckingham au Royaume-Uni, puis le président de la République française Charles de Gaulle en France, le pape Paul VI à Rome, ainsi que le roi Baudouin et la reine Fabiola de Belgique.

Photographies de la mission Apollo 8
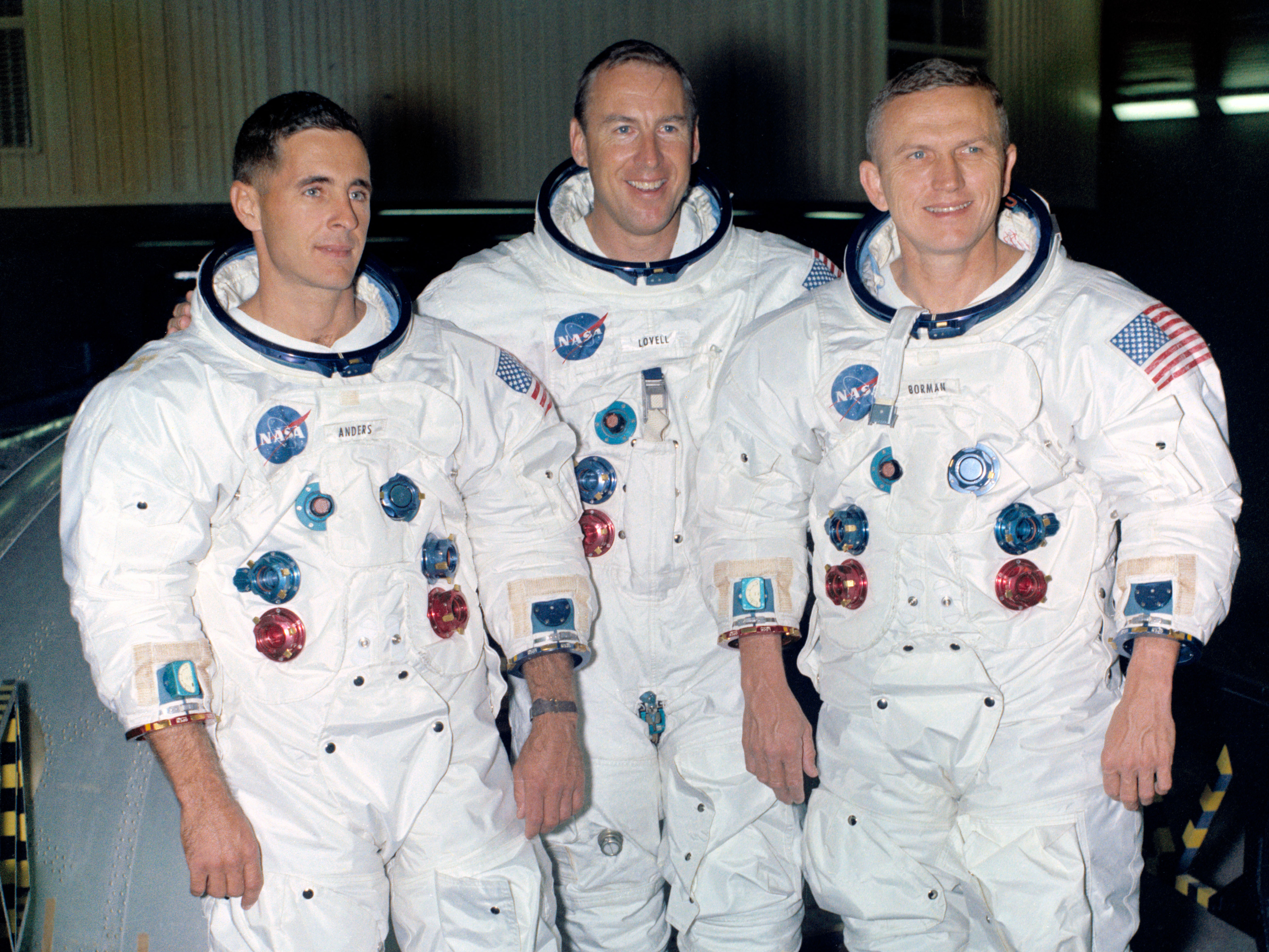
Frank Borman (à droite) pose avec William Anders (à gauche) et James Lovell (au centre) devant un simulateur en décembre 1968.
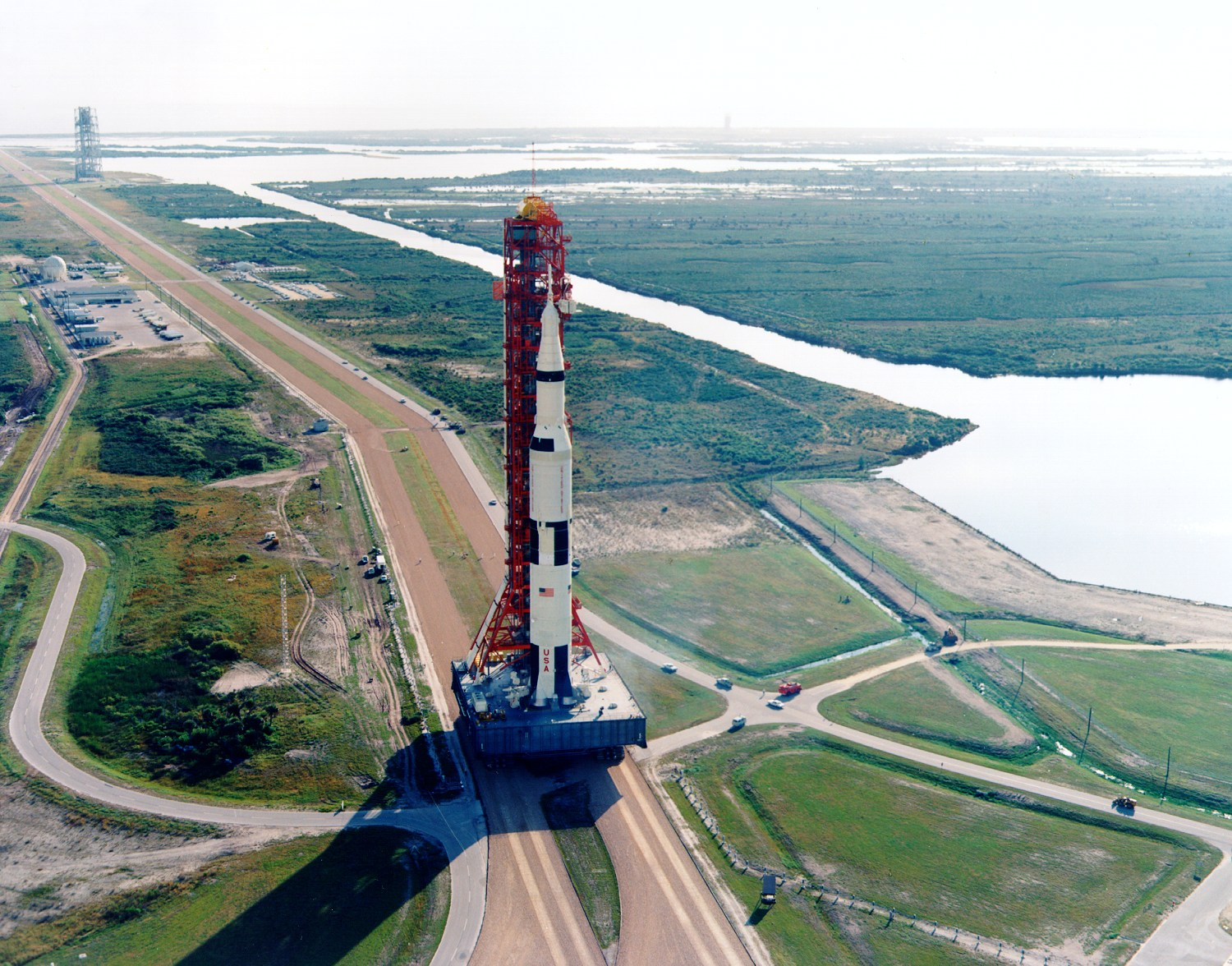
La fusée Saturn V d'Apollo 8 en route vers le pas de tir pour son décollage, le 9 octobre 1968.
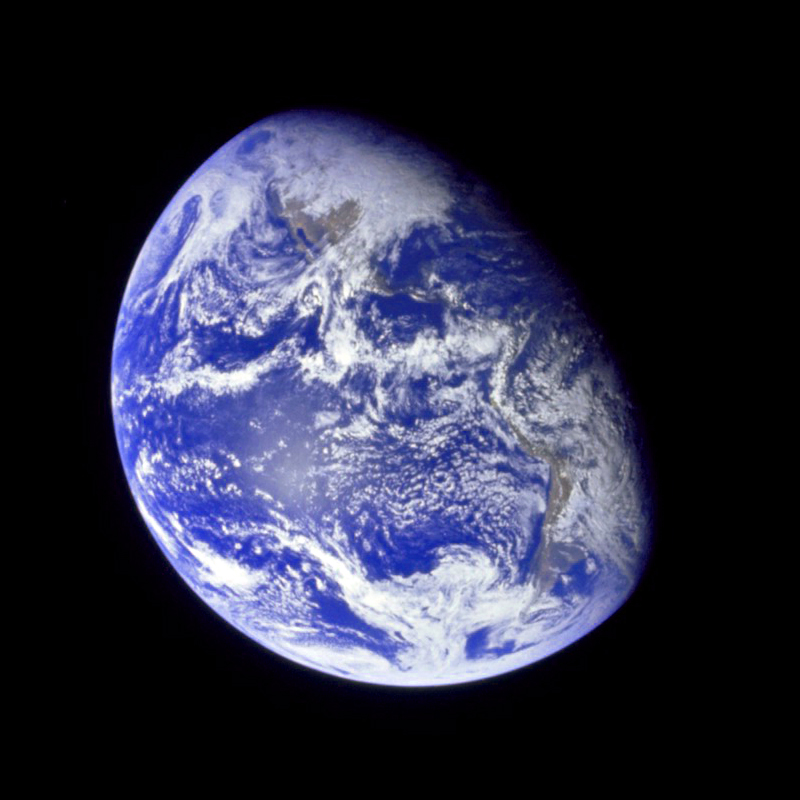
La Terre vue par Apollo 8 en décembre 1968.
Photographie de cratères sur la Lune, dont le cratère Goclenius au premier plan, le 24 décembre 1968.
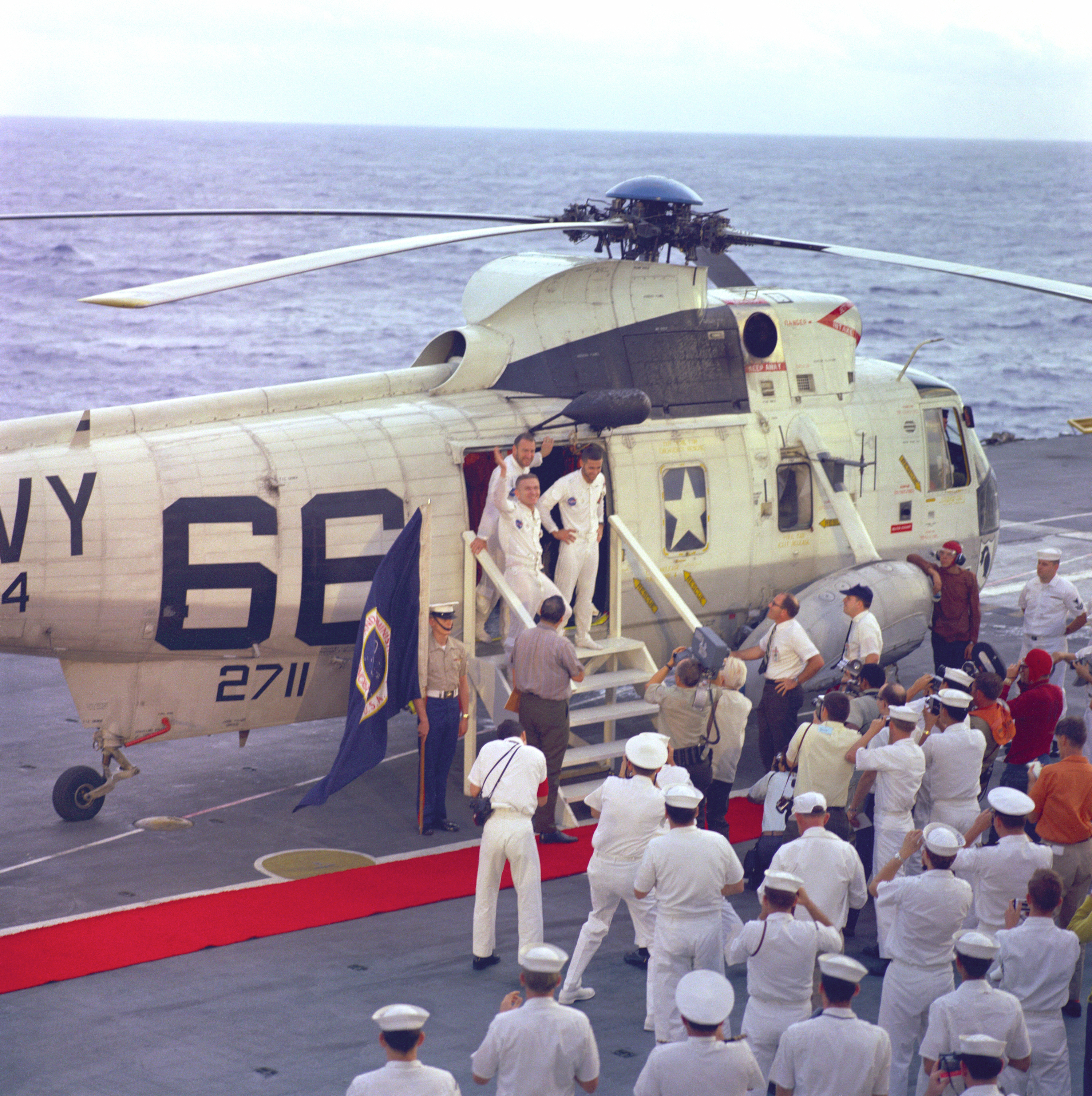
Les membres d'Apollo 8 sortant de l’Helicopter 66 le 27 décembre 1968.
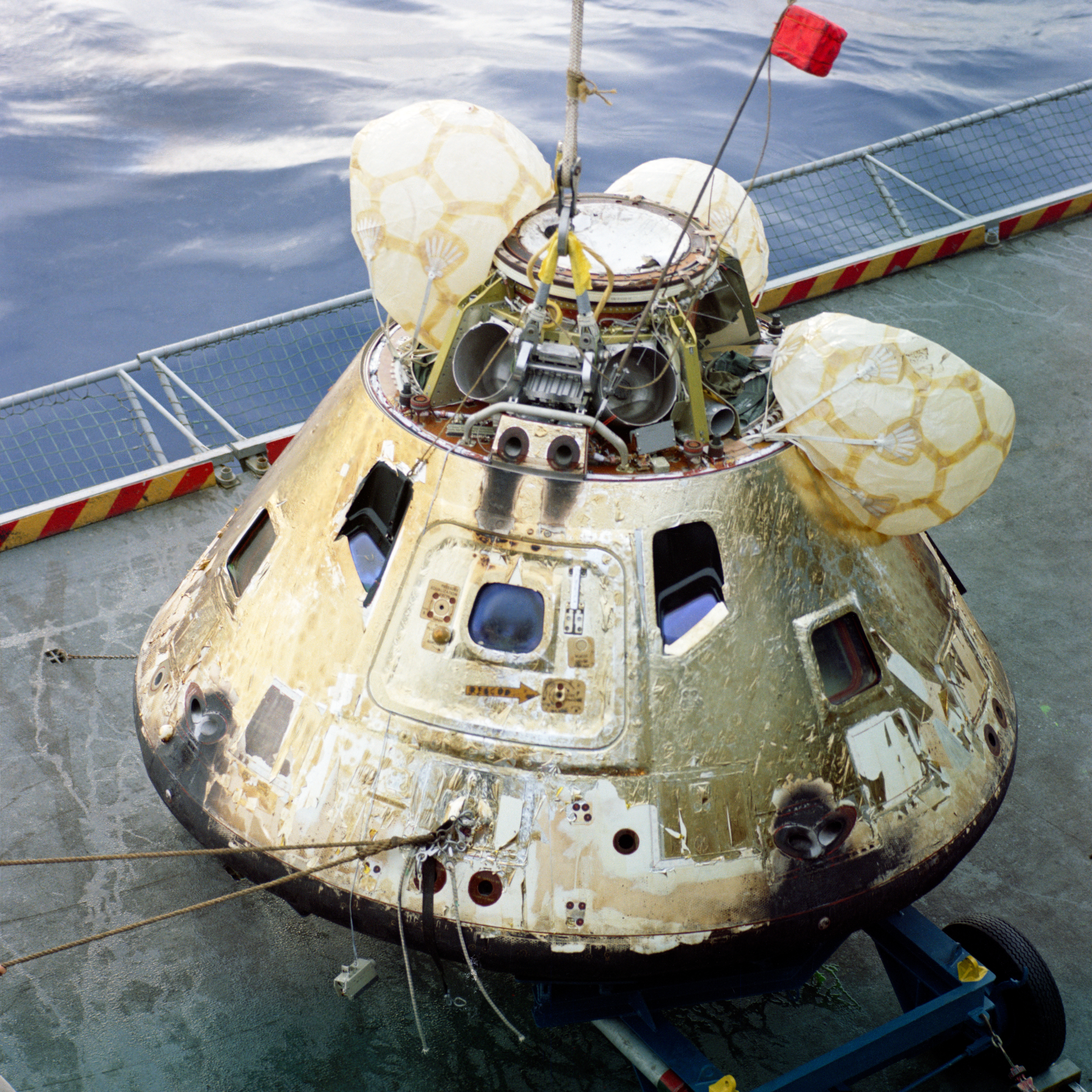
Le module de commande d'Apollo 8 sur le pont du porte-avions USS Yorktown, le 27 décembre 1968.
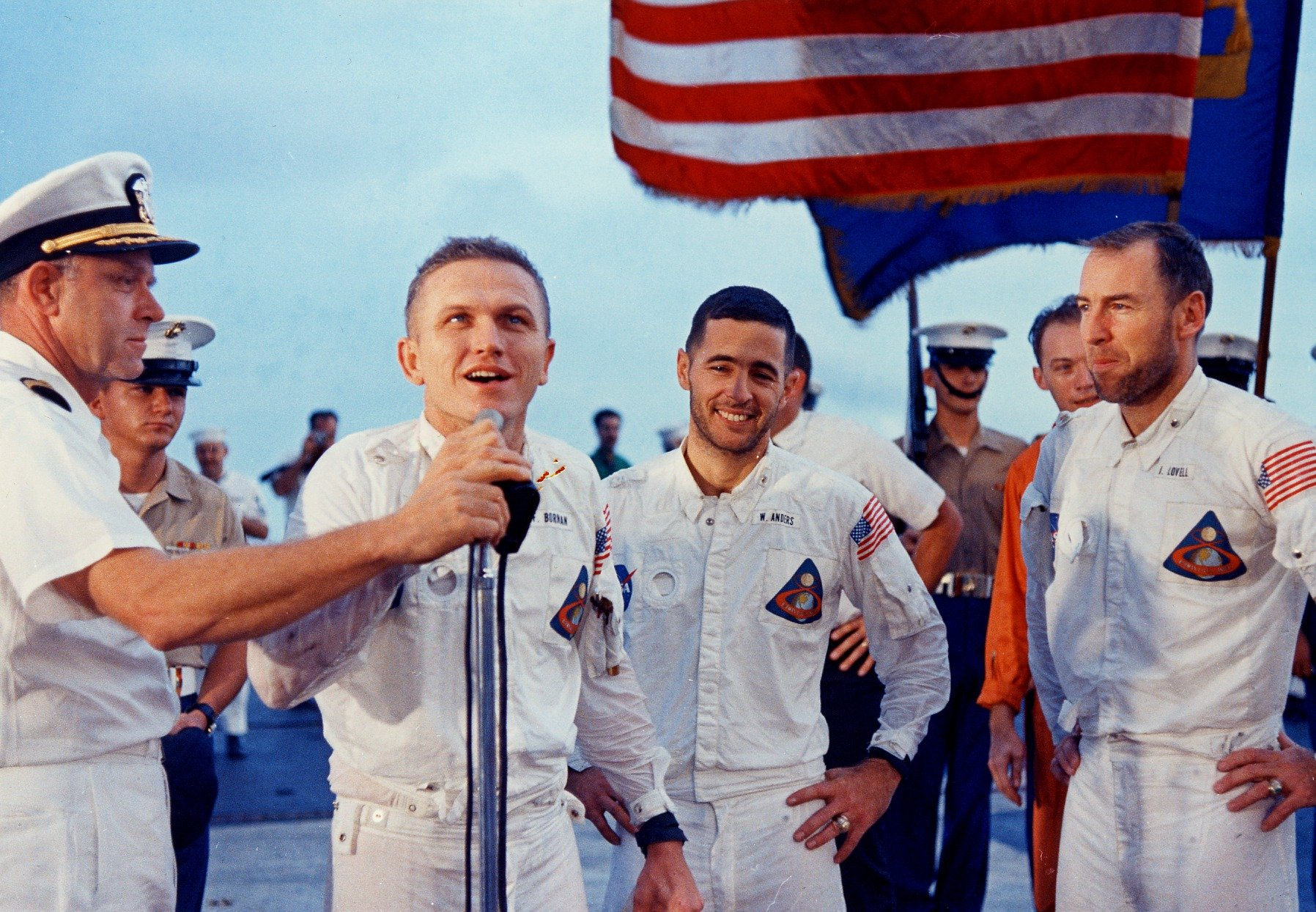
Borman s'adressant à l'équipage du Yorktown le 27 décembre 1968.

##### Apollo 11 et missions spéciales
Le journaliste spécialiste de l'espace, Andrew Chaikin, affirme que, après la mort de Virgil Grissom, Borman devient le choix de Donald Slayton pour commander la première tentative d'alunissage. À l'automne 1968, Slayton offre ce commandement à Borman, qui le refuse. Bien avant le décollage d'Apollo 8, Borman a décidé qu'il s'agit là de son dernier vol et qu'il prendrait sa retraite en 1970. Après vingt ans de service dans l'armée de l'air, ses droits à une pension seraient ouverts et il ne dispose pas d'expérience sur le Lunar Landing Research Vehicle (LLRV) qui simule le pilotage du module lunaire. En 1999, Borman confie lors d'un entretien que « ma raison de rejoindre la NASA était de participer au programme Apollo, le programme lunaire et, espérons-le, de battre les Russes. Je ne l'ai jamais [fait] pour des objectifs individuels. Je n'ai jamais voulu être le premier sur la Lune et franchement, en ce qui me concerne, quand Apollo 11 était terminé, la mission était finie. Le reste était [la cerise sur le gâteau] ».

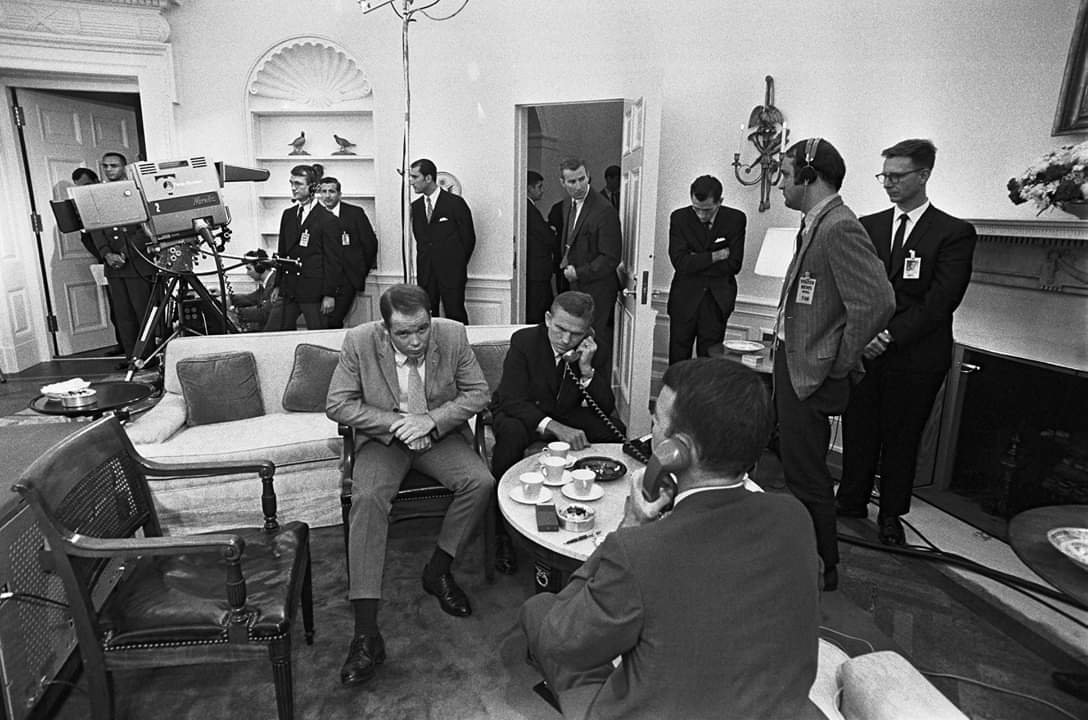
Borman (au centre) dans le bureau ovale lors de l'appel du président Richard Nixon à l'équipage d'Apollo 11 sur la Lune, le 20 juillet 1969.

Pour la mission d'alunissage Apollo 11 en juillet 1969, Borman est affecté à la Maison-Blanche par la NASA auprès du président des États-Unis Richard Nixon. Il regarde le décollage depuis le bureau du président. Nixon a préparé un long discours à lire aux astronautes lors d'un échange téléphonique, mais Borman le persuade de garder ses paroles brèves et non partisanes. Il convainc également le président de ne pas jouer l'hymne américain The Star-Spangled Banner car cela aurait obligé les astronautes à perdre deux minutes et demie de leur temps sur la Lune, immobiles. Il accompagne le président dans Marine One lorsqu'il se rend sur le navire de récupération, le porte-avions USS Hornet, pour rencontrer l'équipage d'Apollo 11 à son retour.
En juin 1970, Borman prend sa retraite de la NASA et de l'armée de l'air en tant que colonel. Pour ses services en tant qu'astronaute, l'armée de l'air lui décerne la Distinguished Flying Cross et la Legion of Merit. En août, il entreprend une autre mission présidentielle spéciale, une tournée mondiale visant à obtenir un soutien pour la libération des prisonniers de guerre américains détenus par le Nord-Viêt Nam. À l'issue de sa mission de vingt-cinq jours dans vingt-cinq pays, Borman informe Nixon le 1er septembre à La Casa Pacifica de San Clemente en Californie du résultat de sa mission. Bien que celle-ci n'est pas un échec cuisant, la renommée de Borman ne lui permet pas de compenser son manque d'expérience politique sur un sujet aussi délicat. Le 22 septembre, il comparaît devant une réunion extraordinaire du Congrès tenue à la demande de la National League of POW/MIA Families (en) en sa qualité d'envoyé présidentiel. Il témoigne que les prisonniers de guerre sont mal traités et exhorte le Congrès « de ne pas abandonner les hommes de votre pays qui ont tant donné pour vous ».
Borman effectue une autre mission pour l'armée. En 1976, l'Académie militaire de West Point est le théâtre d'un important scandale de triche. Les membres du corps professoral trouvent des réponses remarquablement similaires à une épreuve d'examen en génie électrique, un cours obligatoire qui fait partie de l'enseignement de plus de 800 cadets. Tricher étant une violation du code d'honneur des cadets, les tricheurs s'exposent à une expulsion. Les cadets sont jugés par des conseils d'honneur composés de douze membres et agissant comme de grands jurys. Néanmoins, le système est sujet aux abus et ceux qui sont jugés devant une commission d'appel composée de cinq officiers qui fonctionne comme un tribunal, sont souvent punis de « silence », une forme de rejet. Borman est nommé à la tête d'une commission spéciale chargée d'enquêter sur l'affaire et d'en rapporter au Secrétaire de l'Armée. Finalement, 92 cadets sont réadmis et diplômés dans la promotion de 1978, tandis que plus de soixante autres déclinent l'offre d'amnistie et terminent leurs études ailleurs. Le fils de Borman, Frederick, membre de la promotion 1974 de West Point, est accusé de corruption. En tant que membre d'un conseil du code d'honneur des cadets, il aurait accepté un paiement afin de régler une affaire impliquant deux cadets accusés de tricherie. Frederick est dégagé de toute accusation après avoir passé un interrogatoire au détecteur de mensonge. Le fils cadet de Borman, Edwin, de la promotion 1975 de West Point, est également accusé d'irrégularités mais il n'existe aucune preuve appuyant ces accusations, qui sont rejetées.

### Carrière postérieure

#### Eastern Air Lines
Au début de l'année 1969, Borman devient conseiller spécial de la compagnie aérienne Eastern Air Lines (EAL). L'année suivante, il suit le programme de gestion avancée de la Harvard Business School (HBS) pendant six semaines. Il rejoint EAL le 1er juillet 1970 et s'installe à Miami, en Floride. En décembre, il devient le premier vice-président chargé des opérations. Dans la soirée du 29 décembre 1972, Borman reçoit un appel téléphonique l'informant que le vol Eastern Air Lines 401 a disparu des radars près des Everglades en Floride. Il prend un hélicoptère et réussit à atterrir dans l'obscurité à 150 mètres du lieu de l'écrasement et, dans un marais dont l'eau lui arrive à la taille, aide les victimes de l'accident et charge les survivants dans des hélicoptères de sauvetage,. 101 des 176 personnes présentes à bord trouvent la mort dans la catastrophe, soit sur le coup, soit des suites de leurs blessures.

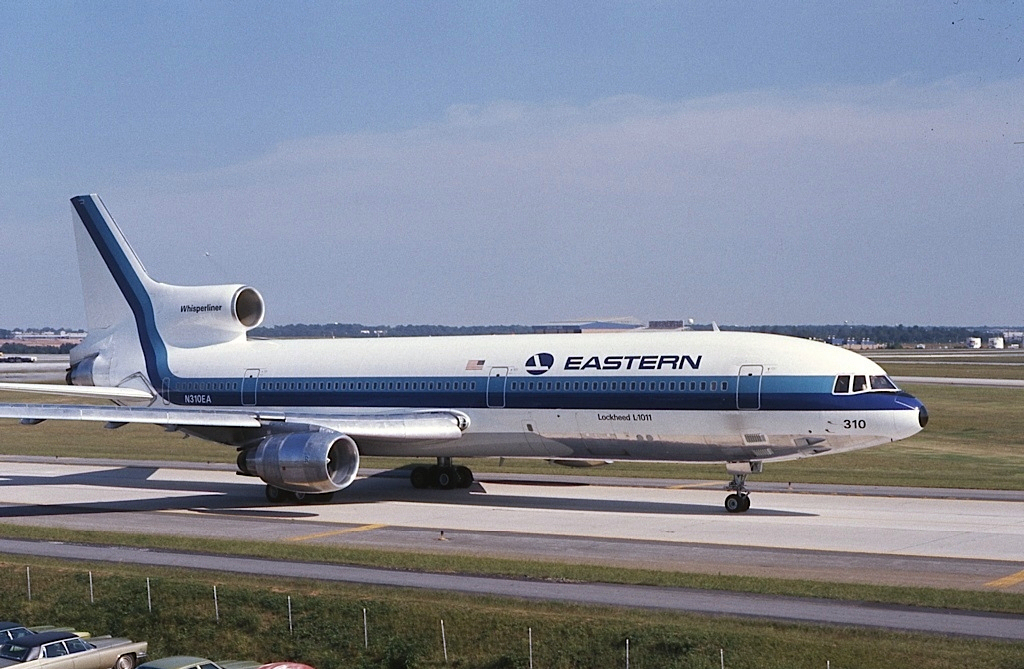
Le Lockheed L-1011 TriStar N310EA (193A-1011) d'Eastern Air Lines qui s'est écrasé dans les Everglades en Floride le 29 décembre 1972.

Borman est promu au poste de vice-président exécutif chargé des opérations et est élu au conseil d'administration d'EAL en juillet 1974. En mai 1975, il est élu président et chef de l'exploitation par le conseil. Il est nommé chef de la direction d'EAL en décembre 1975 et devient président du conseil d'administration en décembre 1976, à une période où le prix du carburant quadruple. Parallèlement, il voit d'un mauvais œil certains aspects de la culture d'entreprise américaine, tels que les bureaux somptueux ou les voitures de société luxueuses, ou encore les notes de frais exagérées,. La gestion de Borman en tant que président d'EAL permet des économies proches de neuf millions de dollars par an en salaires, notamment par le licenciement d'une centaines de cadres. EAL n'ayant pas réalisé de bénéfice depuis 1959, afin de poursuivre sa politique de réduction des coûts, Borman convainc les employés d'accepter un gel des salaires en 1976, avec une augmentation de 8 % en 1977, puis un programme de rémunération variable de cinq ans. Pour réussir ses changements, Borman se rend dans les installations de la compagnie aérienne dans vingt-huit États pour présenter ses propositions à ses employés. Il est finalement en mesure de refinancer la dette sur les 254 appareils de la société, c'est-à-dire de contracter de nouveaux emprunts pour rembourser les dettes actuelles avec de meilleures conditions de remboursement. Les bénéfices atteignent un record de 67,3 millions de dollars en 1978.
Obtenant un prêt gratuit d'un A-300B quelques mois en 1978, il permet à l'avionneur européen Airbus de pénétrer le marché américain ultra protectionniste en concrétisant par la suite l'achat de vingt-trois appareils de ce type. La réputation du président de la compagnie et le fait qu'il ne soit pas possible de remettre en cause son patriotisme, permettent à Airbus de vendre des appareils à d'autres compagnies aux États-Unis. Ainsi, Borman commande pour 1,4 milliard de dollars de nouveaux avions plus économes en carburant mais la dette de la société grimpe à 2,3 milliards de dollars. L'année 1979 est la dernière rentable jusqu'à 1985, car pendant cette période, EAL enregistre des pertes. Le ratio dette/fonds propres (en) de la société s'élève alors à 8:1 et la dette nécessite 235 millions de dollars en paiements d'intérêts, soit environ 6,5 cents par dollar gagné.
La baisse de la rentabilité n'est due qu'en partie à la dette de la société car, en 1978, une déréglementation du transport aérien a également lieu. Cela entraîne une augmentation du nombre de transporteurs aériens aux États-Unis, qui passent de 30 à près de 100. Comme certains des nouveaux venus proposent des prix bas non rentables et non viables afin de gagner des parts de marché, EAL creuse ses pertes. Borman négocie des accords de réductions importantes de salaires avec les syndicats Air Line Pilots Association (ALPA), Association internationale des machinistes et des travailleurs et travailleuses de l’aérospatiale (IAMTA) et Transport Workers Union (TWU). Dans le même temps, les salariés, nominalement rémunérés par des actions de la société, voient la valeur de celle-ci passer de 60 dollars par action en 1966 à 6 dollars en 1983. En proie aux difficultés, Borman est obligé de procéder à des licenciements importants. En 1984, puis en 1985, il n'y a plus de pertes mais la rentabilité reste trop basse. EAL menaçant de tomber en faillite et Borman essayant de négocier de nouveau avec les syndicats, la position de Borman devient menacée. Le conseil d'administration d'EAL décide de vendre la compagnie aérienne à Texas Air Corporation (en) dirigée par Frank Lorenzo. Borman démissionne en juin 1986. Si l'échec personnel est important, il perçoit une indemnité de départ conséquente de près de 900 000 dollars avec un complément annuel de 150 000 dollars pour un rôle de conseiller.
Borman siège à la commission d'enquête sud-africaine sur l'accident d'avion de 1986 dans lequel le président mozambicain Samora Machel trouve la mort.

#### Après Eastern Air Lines

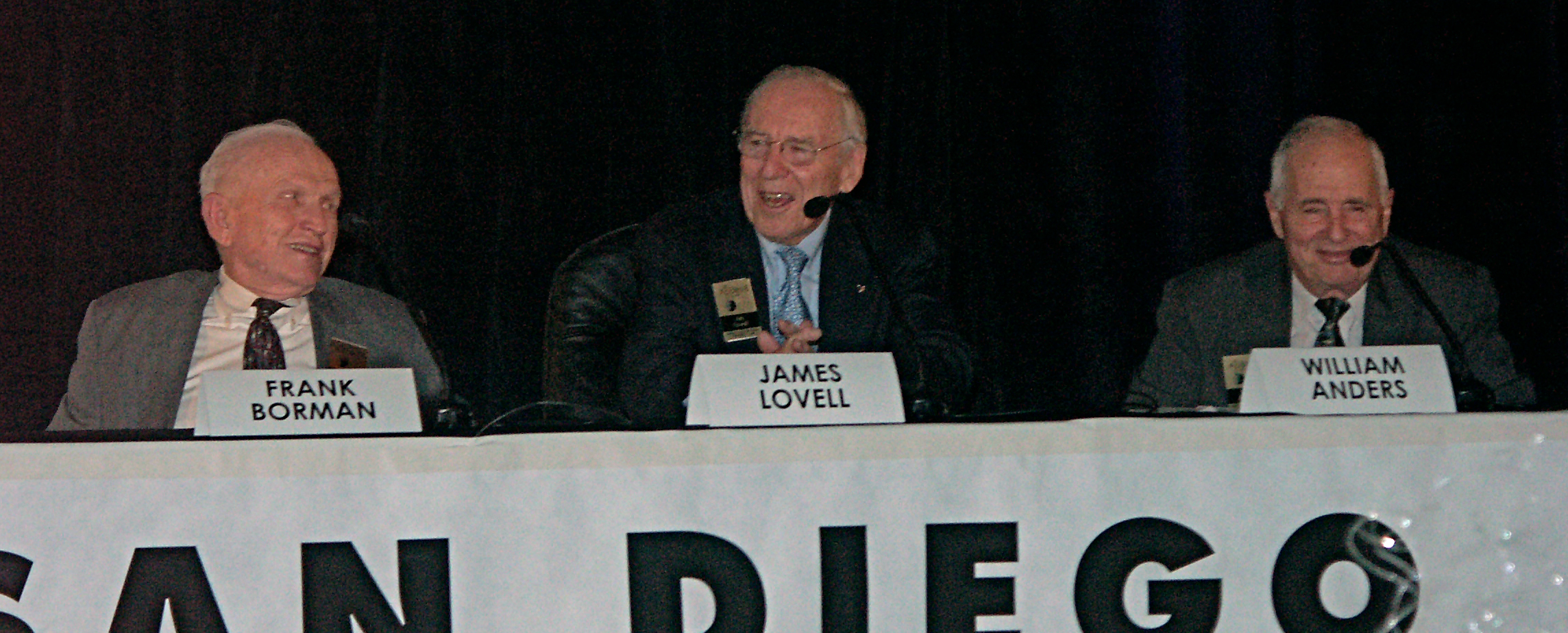
Borman avec James Lovell et William Anders au musée de l'air et de l'espace de San Diego en décembre 2008, à l'occasion du 40e anniversaire d'Apollo 8.

Borman et sa femme quittent Miami et déménagent à Las Cruces au Nouveau-Mexique. Pendant un certain temps, il est le propriétaire majoritaire d'une concession Ford fondée par son fils, Fred. Il est membre des conseils d'administration de Home Depot, de National Geographic, d'Outboard Marine Corporation, d'Automotive Financial Group (en), de Thermo Instrument Systems et d'American Superconductor. Il est le directeur de Patlex Corporation, une petite entreprise qui détient des brevets sur les lasers, de juillet 1988 à août 1996. Cette année-là, il publie une autobiographie, Countdown: An Autobiography, co-écrite avec Robert J. Serling.
En 1998, Borman achète un ranch d'élevage dans les montagnes du comté de Big Horn, dans le sud du Montana, où sont élevées 4 000 têtes de bétail sur 65 000 hectares. En plus de s'occuper du bétail, il poursuit son loisir de construction de maquettes d'avions. Il est par exemple membre de la Society of Antique Modelers (SAM). Depuis 1998, il vit à Billings, dans le Montana. Son épouse Susan souffre de la maladie d'Alzheimer et il passe beaucoup de temps à s'occuper d'elle. Par la suite placée en maison de retraite, il lui rend visite chaque jour jusqu'au décès de cette dernière, le 7 septembre 2021,.
Après la mort de John Glenn en décembre 2016, Borman devient le plus ancien astronaute américain encore en vie. Il a onze jours de plus que son équipier d'Apollo 8 James Lovell. Tous deux célèbrent leur 90e anniversaire en mars 2018. Borman réunit Lovell et Anders pour les célébrations du 50e anniversaire d'Apollo 8 en décembre 2018 au musée des sciences et de l'industrie de Chicago, où leur capsule est exposée. Il déclare à l'occasion : « Je n'avais jamais dit cela publiquement auparavant mais ces deux gars talentueux, je suis juste fier d'avoir pu voler avec eux. Ce fut un travail difficile effectué en quatre mois et nous avons fait du bon travail ».

### Mort
Frank Borman meurt le 7 novembre 2023 à Billings dans le Montana à l'âge de 95 ans,.

## Distinctions, hommages et postérité
« L'exploration est vraiment l'essence de l'esprit humain. »

— Frank Borman.

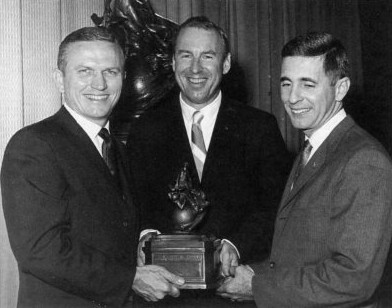
L'équipage d'Apollo 8 tenant une réplique du trophée Collier en 1969.

Borman, ainsi que son équipier de Gemini 7 James Lovell, et l'équipage de Gemini 6, reçoivent le trophée Harmon de 1965. Lui et Lovell reçoivent le trophée une deuxième fois pour la mission Apollo 8 en 1968.
L'équipage de cette mission reçoit également le trophée Collier pour ses « réalisations en astronautique ». L'ancien administrateur adjoint de la NASA, puis secrétaire de l'armée de l'air, Robert Seamans, leur décerne le trophée Général Thomas D. White de l'US Air Force à la National Geographic Society,, et le vice-président des États-Unis Spiro Agnew leur décerne la médaille Hubbard.
Le magazine Time choisit l'équipage d'Apollo 8 comme « personnalités de l'année » 1968. Ils apparaissent ainsi sur la couverture du magazine le 3 janvier 1969. James Lovell accepte le trophée commémoratif Dr Robert H. Goddard pour les réalisations spatiales, du président des États-Unis Richard Nixon, au nom de l'équipage d'Apollo 8.
Le 1er octobre 1978, Borman reçoit la Congressional Space Medal of Honor pour le commandement d'Apollo 8.
Borman, qui construit des maquettes d'avions presque toute sa vie, reçoit un prix de l'Academy of Model Aeronautics (AMA) en 1968. Avec d'autres récipiendaires tels que le joueur de baseball Mickey Mantle et l'actrice Polly Bergen, il reçoit le prix Golden Plate de l'American Academy of Achievement en 1969, catégorie science et exploration.
Il reçoit également le prix James H. Doolittle de la Society of Experimental Test Pilots (SETP) en 1976, le prix Tony Jannus en 1986, le prix international Downes du Airport Operators Council en 1990, et le prix de l'ambassadeur de l'exploration de la NASA en 2012.
Il reçoit des diplômes honorifiques de l'université de l'Arizona, de la South Dakota School of Mines and Technology, de l'Illinois Wesleyan University, de l'université de Pittsburgh, de l'université de l'Indiana, de l'université d'État de l'Arizona, de l'université Clarkson, du Hope College et de l'Air University.
Borman est l'un des dix astronautes de Gemini intronisés à l'International Space Hall of Fame du musée de l'histoire spatiale du Nouveau-Mexique en 1982. Il est aussi intronisé au National Aviation Hall of Fame en 1982. En 1990, l'astronaute est sélectionné pour la classe inaugurale de l'Arizona Aviation Hall of Fame. Il fait aussi partie de la deuxième classe qui est intronisée au United States Astronaut Hall of Fame du centre spatial Kennedy en 1993. Il est également intronisé à l'International Air & Space Hall of Fame en 1990 et au DeMolay International Hall of Fame.
Plusieurs lieux ou ensembles sont nommés d'après Borman. C'est le cas d'une portion de l'Interstate 94/Interstate 80 située dans le comté de Lake dans l'Indiana, qui traverse sa ville natale de Gary, qui porte le nom de Frank Borman Expressway. Au moins trois écoles portent également son nom : sur la base aérienne Davis-Monthan à Tucson en Arizona, à Phoenix, toujours en Arizona, et à Denton au Texas. Le cratère d'impact Borman sur la face cachée de la Lune est nommé d'après lui.
Dans la mini-série intitulée De la Terre à la Lune (1998), le rôle de Borman est joué par David Andrews, et dans le film First Man : Le Premier Homme sur la Lune (2018) par George Linkenback. Borman apparaît dans le documentaire When We Left Earth: The NASA Missions (2008) et dans le documentaire Race to the Moon (2005), présenté dans le cadre de la série American Experience. Ce dernier est centré sur les événements qui conduisent à la mission Apollo 8. En novembre 2008, Borman et ses compagnons d'équipage d'Apollo 8, James Lovell et William Anders, apparaissent sur la chaîne NASA TV pour discuter de la mission. Borman est le sujet de l'épisode no 655 intitulé The Not-So-Great Unknown de l'émission radiophonique This American Life (24 août 2018).

Diverses photographies de Frank Borman
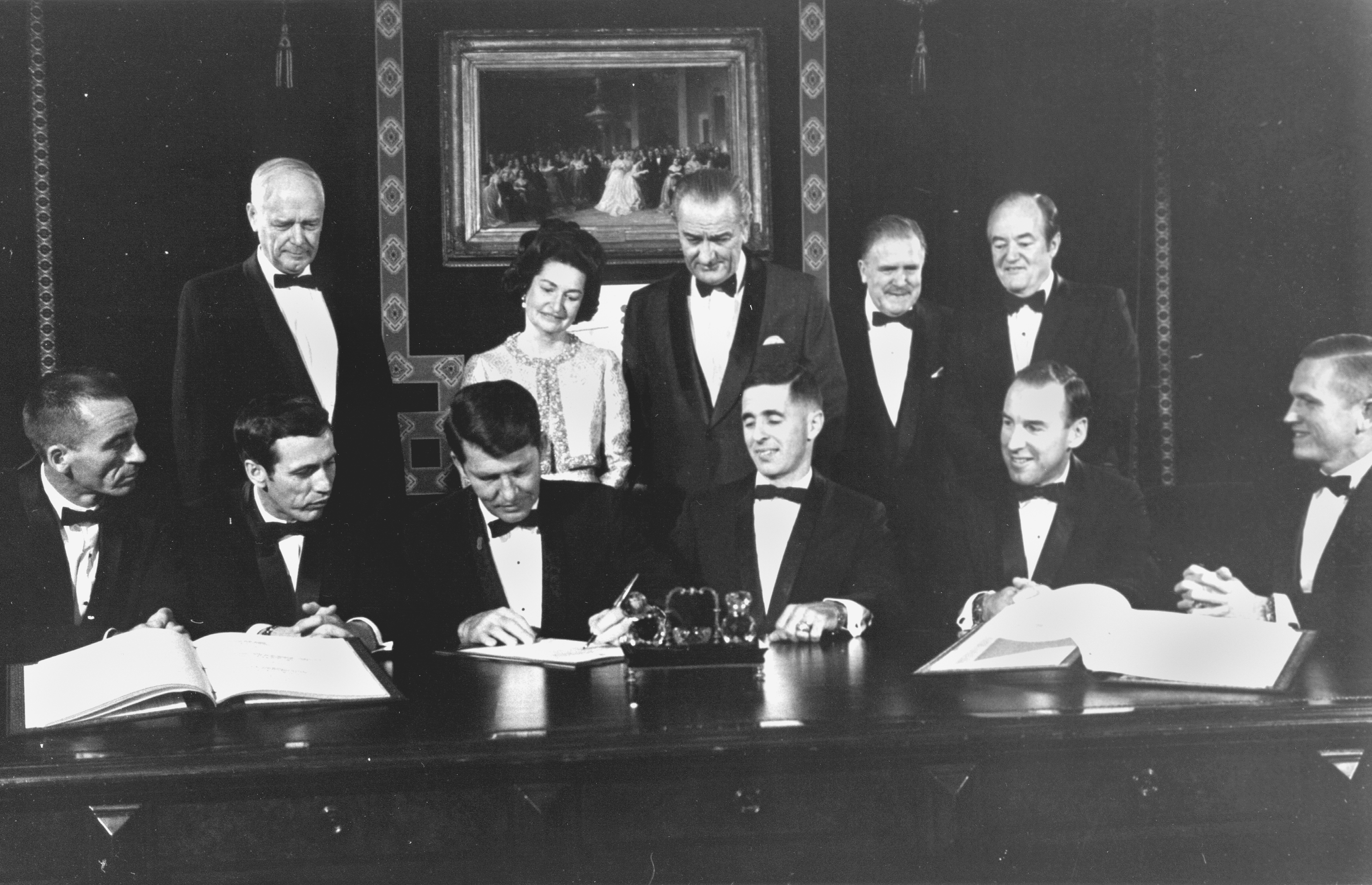
Les équipages d'Apollo 7 et 8 à la Maison-Blanche le 3 décembre 1968.
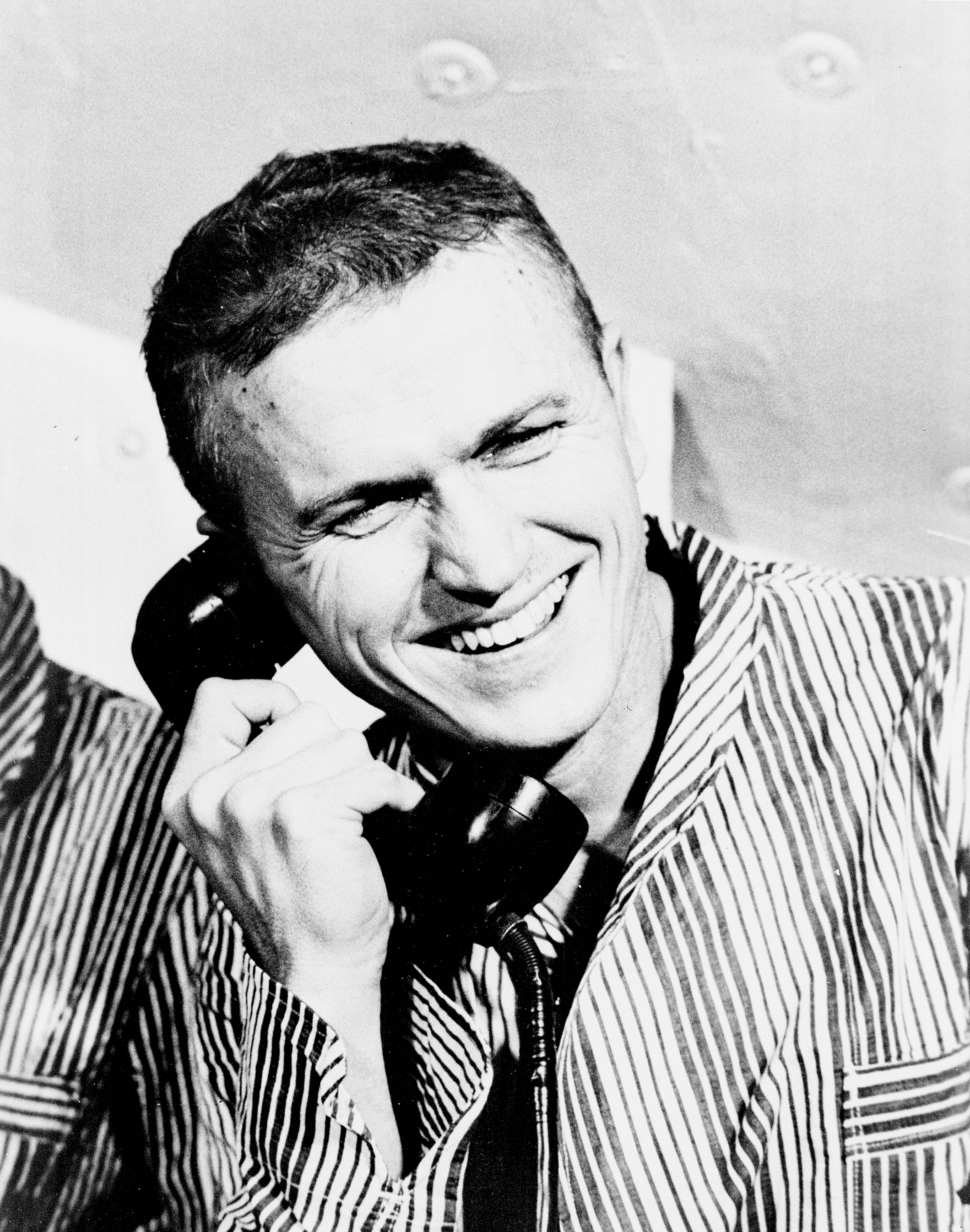
Borman recevant un appel du président Lyndon B. Johnson le 21 décembre 1968.
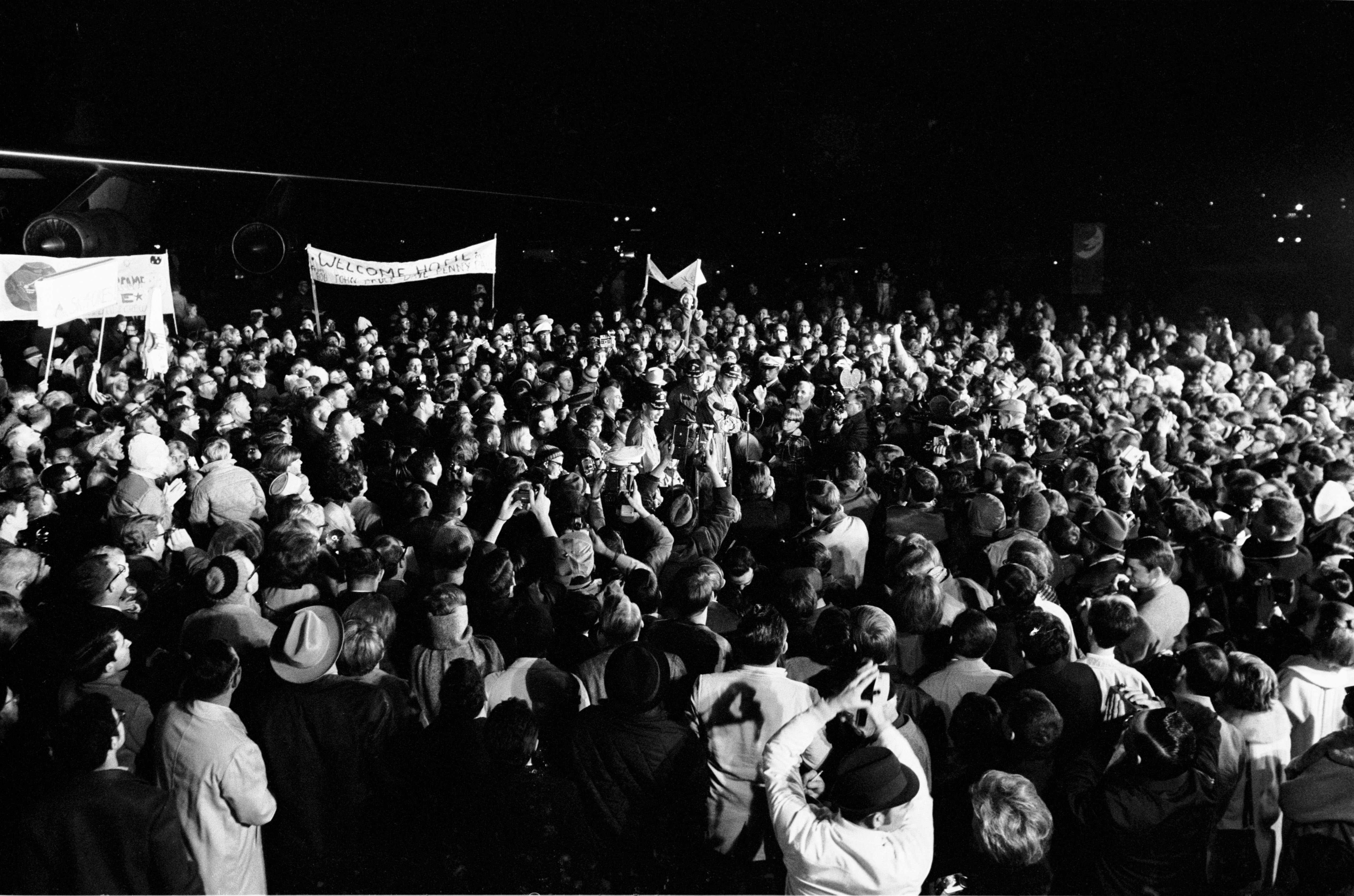
L'équipage d'Apollo 8 arrivant à Houston le 29 décembre 1968.
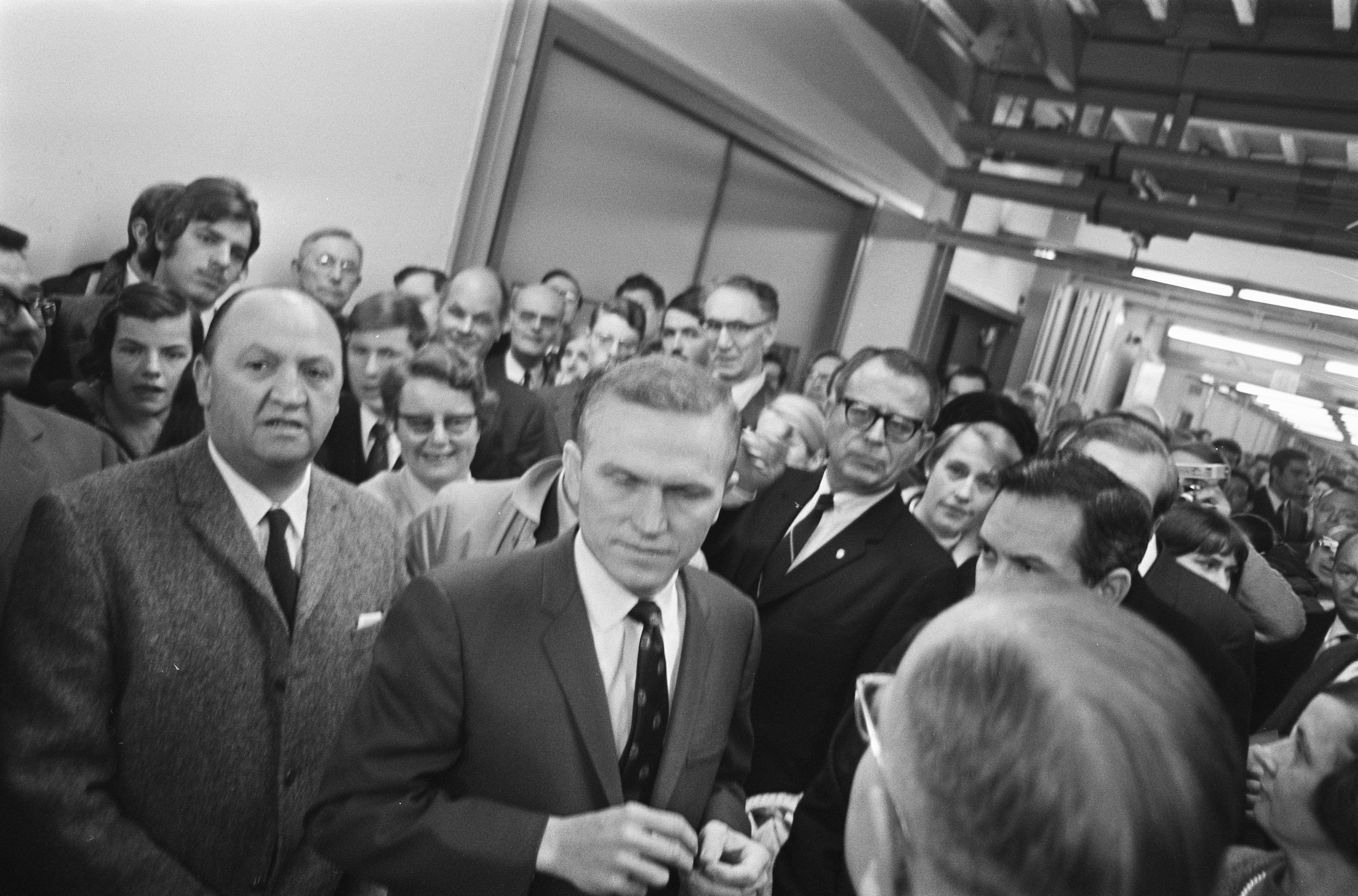
Borman lors d'une tournée aux Pays-Bas le 11 février 1969.